# Ronald Reagan
Ronald Wilson Reagan, cunoscut mai ales ca Ronald Reagan, (n. 6 februarie 1911, Tampico⁠(d), Tampico Township⁠(d), Illinois, SUA – d. 5 iunie 2004, Los Angeles, California, SUA) a fost cel de-al patruzecilea președinte al Statelor Unite ale Americii. Prin politica sa intransigentă în confruntarea cu Uniunea Sovietică în perioada războiului rece, a avut o contribuție hotărâtoare la prăbușirea comunismului din răsăritul Europei și la afirmarea Statelor Unite ale Americii ca singura super-putere pentru următoarele decenii. Înainte de a deveni președinte, a fost al 33-a guvernator al Californiei, din 1967 până la 1975, după ce a avut o carieră de actor la Hollywood și a fost lider de sindicat.
Crescut de o familie săracă în mai multe orășele din nordul statului Illinois, Reagan a absolvit Colegiul Eureka⁠(d) în 1932 și a lucrat la câteva posturi de radio private, fiind crainic sportiv,  după care s-a mutat la Hollywood în 1937, a devenit actor  jucând în câteva roluri principale în niște producții importante. Reagan a fost ales de două ori președinte al Screen Actors Guild⁠(d)—sindicat al actorilor—unde a luptat pentru eliminarea influenței comuniste⁠(d). În anii 1950, s-a mutat la televiziune și a fost vorbitor motivațional la fabricile General Electric. Reagan a fost un timp democrat până în 1962, când a devenit conservator și s-a mutat la Partidul Republican. În 1964⁠(d), prin discursul „A Time for Choosing”, a susținut campania prezidențială eșuată a republicanului Barry Goldwater și a devenit cunoscut la nivel național ca un nou purtător de cuvânt conservator. Construind o rețea de susținători, a fost ales guvernator al Californiei⁠(d) în 1966. Ca guvernator, Reagan a crescut taxele, a transformat deficitul bugetar de stat în excedent, a discutat cu protestatarii la Universitatea din California, a comandat trupele Gărzii Naționale⁠(d) în timpul mișcărilor de protest din 1969, fiind reales în 1970⁠(d). A candidat de două ori fără succes pentru a fi nominalizat candidat republican la alegerile prezidențiale din 1968⁠(d) și 1976⁠(d); patru ani mai târziu, a fost nominalizat candidat și a câștigat alegerile, devenind cel mai în vârstă președinte ales al SUA de până atunci, învingându-l pe președintele de atunci, Jimmy Carter, în 1980⁠(d).
Ajuns președinte în 1981, Reagan a implementat noi inițiative economice și politice. Politicile sale orientate spre zona de piață a ofertei⁠(d), poreclite „Reaganomics”, au susținut scăderea impozitelor pentru stimularea creșterii economice, controlul rezervelor de stat pentru frânarea inflației, dereglementarea economică și reducerea cheltuielilor guvernamentale. În perioada primului său mandat a supraviețuit unei tentative de asasinat⁠(d) și a stimulat lupta împotriva drogurilor⁠(d).
În timpul celor două mandate, în economie a avut loc o reducere a inflației de la 12.5% la 4.4% și o creștere medie anuală a PIB-ului de 3,4%; în timp ce Reagan a decretat tăieri la cheltuielile discreționare domestice, tăierile taxelor și creșterea cheltuielilor militare au contribuit la creșterea per total a acoperirilor federale, chiar după reglarea inflației. La baza celei de-a doua campanii prezidențiale a lui Reagan a stat noțiunea „Morning in America⁠(d)”, câștigând cu o majoritate zdrobitoare de voturi în 1984⁠(d), având cea mai mare victorie din partea colegiilor electorale din istoria americană. Politica externă a dominat cel de-al doilea mandat, în ea fiind inclus Războiul Rece, bombardarea Libiei⁠(d) și afacerea Iran–Contra⁠(d). 
A descris în public Uniunea Sovietică drept „Imperiul Răului”, iar în timpului faimosului discurs de la Poarta Brandenburg, președintele Reagan i-a cerut Secretarului General al Partidului Comunist al Uniunii Sovietice, Mihail Gorbaciov, „dărâmați acest zid!”. A schimbat politica Războiului Rece de la destindere la rollback⁠(d), escaladând cursa înarmării cu URSS, iar în acest răstimp a participat la discuții cu Gorbaciov, care au culminat cu Tratatul INF⁠(d), care a micșorat arsenalele nucleare ale ambelor țări. Președinția lui Reagan a avut loc într-o perioadă de declin a Uniunii Sovietice, iar la doar zece luni de la sfârșitul mandatului, Zidul Berlinului a căzut, Germania s-a reunit în următorul an, iar pe 26 decembrie 1991, la aproape trei ani după ce Reagan a părăsit funcția, Uniunea Sovietică s-a dizolvat.
Când Reagan a părăsit funcția în 1989, cota sa de popularitate atinsese 68%, egalându-l în acest sens pe Franklin D. Roosevelt și fiind egalat ulterior și de Bill Clinton, care avea să devină președinte in 1992, acestea fiind cele mai mari succese la public ale unor președinți care au părăsit funcția, din epoca modernă.
A fost primul președinte de după Dwight D. Eisenhower care a deținut două mandate, după ce o succesiune de cinci președinți anteriori cu un singur mandat, unii din cauza unor împrejurări deosebite. Deși la început plănuia să aibă o perioadă post-prezidențială activă, Reagan a dezvăluit în 1994 că fusese diagnosticat cu boala Alzheimer, cu un an înainte. A apărut în public pentru ultima dată la înmormântarea lui Richard Nixon⁠(d). A murit zece ani mai târziu⁠(d), în 2004, la vârsta de 93 de ani. 
O persoană emblematică printre republicani, are o poziție favorabilă în clasificările istorice ale președinților SUA⁠(d), iar activitatea sa prezidențială a constituit o realiniere pentru politicile conservatoare din SUA.

## Tinerețea
Ronald Wilson Reagan s-a născut într-un apartament de la etajul doi al unei clădiri comerciale din Tampico, Illinois⁠(d) pe 6 februarie 1911. A fost cel mai mic fiu al lui Nelle Clyde⁠(d) și John Edward „Jack” Reagan⁠(d). Jack a fost un vânzător [de încălțăminte] ai cărui bunici au fost imigranți irlandezi catolici⁠(d) din comitatul Tipperary din Irlanda, pe când Nelle era de origine jumătate engleză și jumătate scoțiană (mama ei s-a născut la Surrey). Fratele mai mare al lui Reagan, John Neil Reagan⁠(d) (1908–1996), a devenit director de publicitate.
Tatăl lui Reagan și-a poreclit fiul „olandezul”, din cauza aspectului său de „olandez mic și gras” și a tunsorii de „băiat olandez”; porecla a stat lipită de el pe parcursul tinereții. Familia lui Reagan a locuit pentru perioade scurte de timp în câteva orășele și orașe din Illinois, precum Monmouth, Galesburg și Chicago. În 1919, s-au întors în Tampico și au locuit într-un apartament aflat deasupra porțiunii comerciale a clădirii H. C. Pitney Variety Store Building⁠(d) până s-au stabilit în final la Dixon⁠(d). După ce a fost ales președinte, Reagan a locuit la etaj, în secțiunile private ale Casei Albe și a remarcat ironic că locuiește din nou deasupra prăvăliei.
Potrivit lui Paul Kengor⁠(d), autor al lucrării „Dumnezeu și Ronald Reagan”, Reagan avea o încredere deosebit de mare în bunătatea oamenilor; această încredere și-a avut originea în credința optimistă a mamei sale și în credința cultului protestant Discipolii lui Hristos, în care a fost botezat în 1922. Pentru acea vreme, mult înaintea mișcării pentru drepturi civile, opoziția lui Reagan față de discriminarea rasială era ceva neobișnuit și lăudabil. El a evocat perioada când în Dixon proprietarul unui han local nu le-a permis unor negri să stea acolo. Mama lui Reagan i-a invitat să stea peste noapte la ei și să ia micul dejun următoarea dimineață. După închiderea magazinului Pitney la sfârșitul lui 1920 și a șederii familiei la Dixon, „micul univers” al vestului mijlociu american i-a lăsat o impresie de durată lui Reagan.

### Educație
Reagan a frecventat Dixon High School⁠(d), unde a devenit interesat și s-a perfecționat în actorie, sporturi și povestire. Prima sa meserie a fost cea de salvamar pe râul Rock⁠(d) în Parcul Lowell în 1927. Există o estimare cum că de-a lungul unei perioade de șase ani, Reagan a salvat 77 de persoane de la înec ca salvamar. A urmat cursurile Colegiului Eureka⁠⁠(d), o școală de arte liberale, unde a devenit membru al frăției Tau Kappa Epsilon⁠(d), majoretă și a studiat economia și sociologia. S-a specializat în economie și sociologie la Centrul Miller pentru Afaceri Publice⁠(d) și a absolvit cu nota C, unde profesorii l-au catalogat drept un „student indiferent”. Și-a atras o reputație de om bun la toate, excelând în viața politică la nivelul campusului, sport și teatru. A fost membru al unei echipe de fotbal american și căpitan al unei echipe de înot. A fost ales președinte al corpului de studenți și a condus o revoltă studențească împotriva președintelui colegiului după ce acesta a încercat să reducă numărul de posturi didactice.

## Cariera

### Radio și film

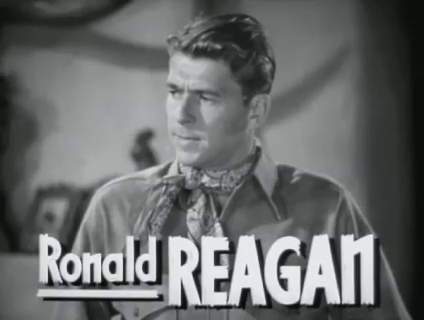
The Bad Man (1941)

După ce a absolvit Eureka în 1932, Reagan s-a dus la Iowa, unde a fost crainic la câteva posturi de radio. S-a mutat la radio WHO⁠(d) în Des Moines, unde a fost comentator al jocurilor de baseball ale echipei Chicago Cubs⁠(d). Specialitatea sa era comentarea jocurilor fază cu fază folosind ca sursă doar descrieri simple pe care postul le primea prin cablu în timp ce jocurile se desfășurau.
Pe când călătorea cu echipa prin California, Reagan a dat o probă de actorie în 1937, în urma căreia a semnat un contract pe șapte ani cu studiourile Warner Brothers. Și-a petrecut primii ani din carieră la o unitate de film de categoria B, unde, glumea Reagan, producătorii „nu doreau [ca filmele] să iasă bune; doreau să iasă joi.”
Prima sa apariție pe ecran a fost când a jucat rolul principal în filmul Love Is on the Air⁠(d) (1937), iar până la sfârșitul lui 1939 a jucat în 19 filme, între care Dark Victory⁠(d) cu Bette Davis și Humphrey Bogart. Înainte de filmul Santa Fe Trail⁠(d) cu Errol Flynn din 1940, a jucat rolul lui George "The Gipper" Gipp⁠(d) în filmul Knute Rockne, All American⁠(d); de aici, a obținut porecla pe care a avut-o toată viața, „the Gipper”. În 1941, expozanții l-au votat pe locul cinci în clasamentul celor mai populare staruri din generația tânără a Hollywoodului.
Rolul preferat al lui Reagan a fost cel din filmul Kings Row⁠(d) (1942), unde a jucat un om căruia i se amputaseră ambele picioare, în care recită replica „Unde este restul din mine?”—folosit ultima dată ca titlu al autobiografiei din 1965. Mulți critici de film au considerat Kings Row drept cel mai bun film al său, deși filmul a fost blamat de criticul de la New York Times, Bosley Crowther.
Deși Reagan a spus despre Kings Row că a fost filmul care „m-a făcut vedetă”, n-a putut să scoată venituri din acest succes, deoarece a fost chemat în serviciu militar activ cu Armata SUA, la San Francisco, la două luni după lansarea filmului și niciodată n-a redobândit statutul de „star” în industria filmului.  În epoca postbelică, după cei patru ani de activitate în slujba statului în al Doilea Război Mondial îl rupseseră de viața de actor, Reagan a jucat în filme precum The Voice of the Turtle⁠(d), John Loves Mary⁠(d), The Hasty Heart⁠(d), Bedtime for Bonzo⁠(d), Cattle Queen of Montana⁠(d), Tennessee's Partner⁠(d), Hellcats of the Navy⁠(d) (singurul film în care apare cu Nancy Reagan) și în remake-ul din 1964 al filmului The Killers⁠(d) (ultimul său film). În timpul carierei sale de actor, mama lui a corespondat cu el prin poștă.

### Serviciul militar

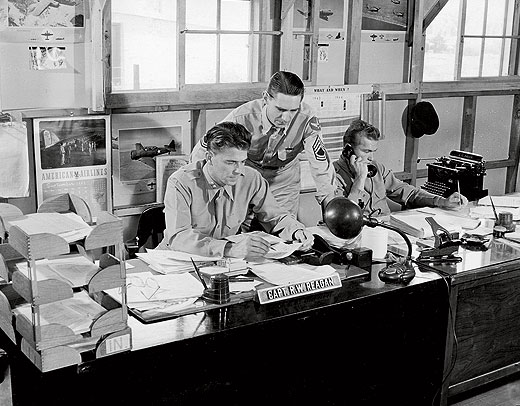
Căpitanul Ronald Reagan la en

După ce a terminat 14 cursuri militare pentru studiu acasă, Reagan s-a înrolat în rezerva militară a SUA⁠(d) și a primit gradul de sublocotenent la Corpul de Ofițeri de Rezervă a blindatelor ușoare pe 25 mai 1937.
Pe 18 aprilie 1942, Reagan a fost chemat la datorie pentru prima dată. Din cauza vederii sale slabe, a fost clasificat doar la serviciu limitat, ceea ce l-a exclus de la operațiunile de peste ocean. Prima lui sarcină a fost la Portul de Îmbracare San Francisco de la Fort Mason, California, ca ofițer de legătură al Biroului Portuar și de Transporturi.  Cu aprobarea Forței Armate Aeriene⁠(d) (AAF), a solicitat un transfer de la blindate ușoare la AAF pe 15 mai 1942 și a fost desemnat la AAF Public Relations și ulterior la First Motion Picture Unit⁠(d) (oficial „18th Army Air Force Base Unit”) din Culver City, California. Pe 14 ianuarie 1943, a fost înaintat la gradul de locotenent⁠(d) și a fost trimis la Provisional Task Force Show Unit pentru filmul This Is the Army⁠(d), la Burbank, California. S-a întors la First Motion Picture Unit după ce a terminat această activitate și a fost înaintat la gradul de căpitan pe 22 iulie 1943.
În ianuarie 1944, Reagan a primit un ordin de deplasare temporară la New York City pentru a participa la deschiderea celei de a șasea campanii de credite pentru război⁠(d), o campanie de strângere de bani prin vânzarea de obligațiuni de război. A revenit la First Motion Picture Unit pe 14 noiembrie 1944, unde a rămas până la sfârșitul celui de al Doilea Război Mondial. A fost recomandat pentru promovarea la gradul de maior⁠(d) pe 2 februarie 1945, dar această recomandare a fost respinsă în data de 17 iulie a aceluiași an. S-a întors la Fort MacArthur⁠(d), California, de unde a fost lăsat la vatră pe 9 decembrie 1945. La sfârșitul războiului, unitățile sale au produs circa 400 de filme de pregătire pentru AAF.
Pe timpul războiului, Reagan nu a părăsit niciodată Statele Unite, dar a păstrat o rolă de film pe care a obținut-o în timpul serviciului militar. Ea înfățișa eliberarea lagărului de concentrare Auschwitz; el a anticipat că vor apărea îndoieli cu privire la existența Holocaustului. S-a afirmat că a fost auzit spunând ministrului de externe al Israelului, Ițhak Șamir în 1983, că el însuși a filmat metrajul și a ajutat la eliberarea din Auschwitz, dar această pretinsă conversație a fost negată de secretarul de stat George P. Shultz.

### Președinția SAG

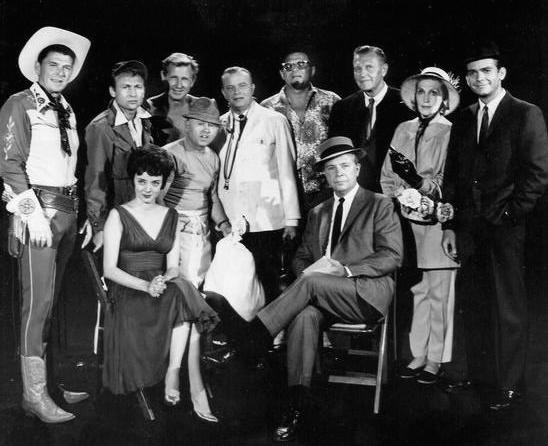
Actorii premierei filmului '. Reagan stă în spate, la extremitatea stângă a fotografiei

Reagan fusese ales prima dată în consiliul de administrație al Screen Actor Guild⁠(d) (SAG) în 1941, servind ca membru supleant. După al Doilea Război Mondial, a reînceput serviciul și a devenit al treilea vicepreședinte în 1946. Adoptarea regulamentelor interne cu privire la conflictele de interese din 1947 a determinat demisia președintelui SAG și a șase membri ai colegiului; la un scrutin special, Reagan a fost nominalizat pentru postul de președinte și a fost ales. A fost ales de către membrii organizației să o conducă timp de șapte mandate de câte un an, din 1947 până în 1952 și în 1959. Reagan a condus SAG într-o vreme plină în evenimente, marcată de dispute cu privire la managementul muncii, Taft–Hartley Act⁠(d), audierile Comisiei Camerei Reprezentanților pentru Activități Neamericane⁠(d) și epoca listei negre de la Hollywood.

#### Informator secret al FBI la Hollywood
La sfârșitul anilor 1940, Reagan și soția lui de atunci, Jane Wyman, au furnizat FBI-ului nume de actori din cadrul industriei filmului despre care credeau că sunt simpatizanți comuniști. Nu era de acord cu unele tactici ale comisiei, declarând că „ei se așteaptă ca noi să formăm un mic FBI al nostru și să determinăm cine este comunist și cine nu?”
De asemenea, Reagan a depus mărturie în fața Comisiei Camerei Reprezentanților pentru Activități Neamericane⁠(d) pe acest subiect. Anticomunist fervent, el și-a reafirmat angajamentul față de principiile democratice, declarând: „niciodată, ca cetățean, nu doresc să văd cum țara noastră devine presată, de frică și de resentimentul față de grup, să ne compromitem principiile noastre democratice prin această frică sau resentiment.” 

### Televiziune
La sfârșitul anilor 1950, Reagan a decis să se alăture mediului televiziunii. A fost angajat ca prezentator la General Electric Theater⁠(d), o serie de drame săptămânale ce au devenit foarte populare. Acest contract îi impunea să facă un tur al centralelor General Electric (GE) 16 săptămâni pe an, de multe ori cerându-i-se 14 discursuri pe zi. În această funcție, a câștigat aproximativ 125.000 de dolari (echivalentul a 990.000 de dolari în 2016). Spectacolul a durat 10 sezoane, din 1953 până în 1962, și i-a crescut reputația lui Reagan în gospodăriile americane. În ultimul său contract ca actor profesionist, Reagan a fost prezentator și interpret între 1964 și 1965 la serialul de televiziune Death Valley Days⁠(d). Reagan și viitoarea sa soție, Nancy Davis, au apărut de câteva ori împreună la televiziune, inclusiv într-un episod al General Electric Theater din 1958 numit „Un curcan președinte”. Reagan a apărut la panel show-ul⁠(d) What's My Line?⁠(d) de două ori, o dată ca „oaspete misterios” în 1953 și ca partener de discuție în 1956.

## Căsătorie și copii

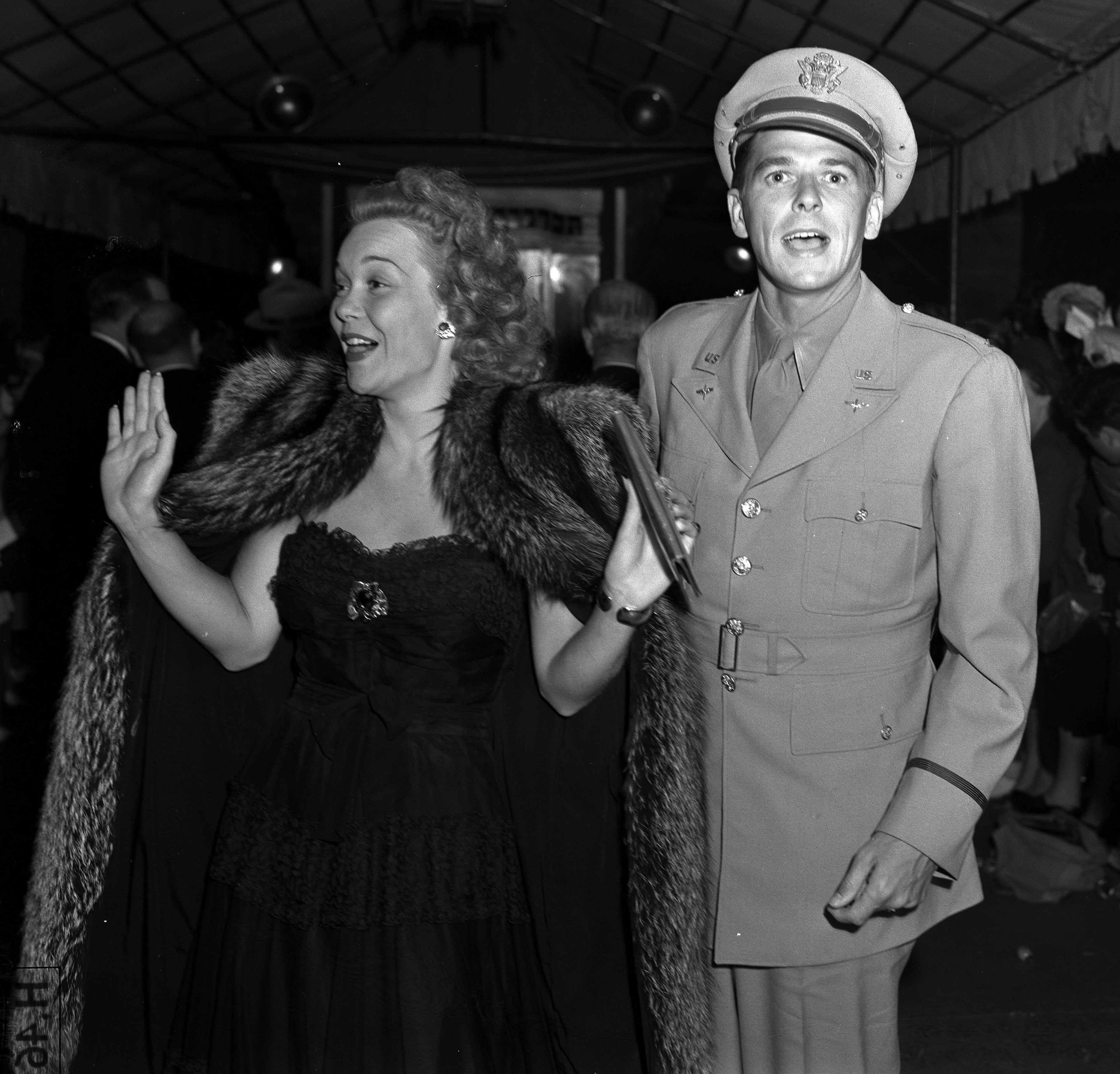
Împreună cu prima soție, Jane Wyman, 1942

În 1938, Reagan a jucat în filmul Brother Rat⁠(d) împreună cu actrița Jane Wyman (1917–2007). Ei și-au anunțat logodna la Chicago Theatre⁠(d), și s-au căsătorit pe 26 ianuarie 1940 în biserica „The Wee Kirk o’ the Heather⁠(d)” din Glendale, California. Împreună au avut doi copii biologici, Maureen⁠(d) (1941–2001) și Christine (care s-a născut în 1947, dar a trăit numai o zi), și au adoptat un al treilea, Michael⁠(d) (născut pe 18 martie 1945). După niște discuții în contradictoriu despre ambițiile politice ale lui Reagan, Wyman a cerut divorțul în 1948, invocând o manifestare anormală a soțului cauzată de responsabilitățile de la uniunea Screen Actors Guild; procesul de divorț a fost finalizat în 1949. Wyman, care era înregistrată ca republicană, a afirmat de asemenea că despărțirea lor a fost cauzată inclusiv de divergențele politice (Reagan era încă democrat pe atunci).
Când Reagan a devenit președinte 32 de ani mai târziu, a devenit prima persoană divorțată care și-a asumat cea mai înaltă funcție a națiunii. Reagan și Wyman au continuat să fie prieteni până la moarte, Wyman votând pentru Reagan la ambele alegeri, iar la moartea sa a zis: „America a pierdut cel mai mare președinte și un om mare, bun și blând.”

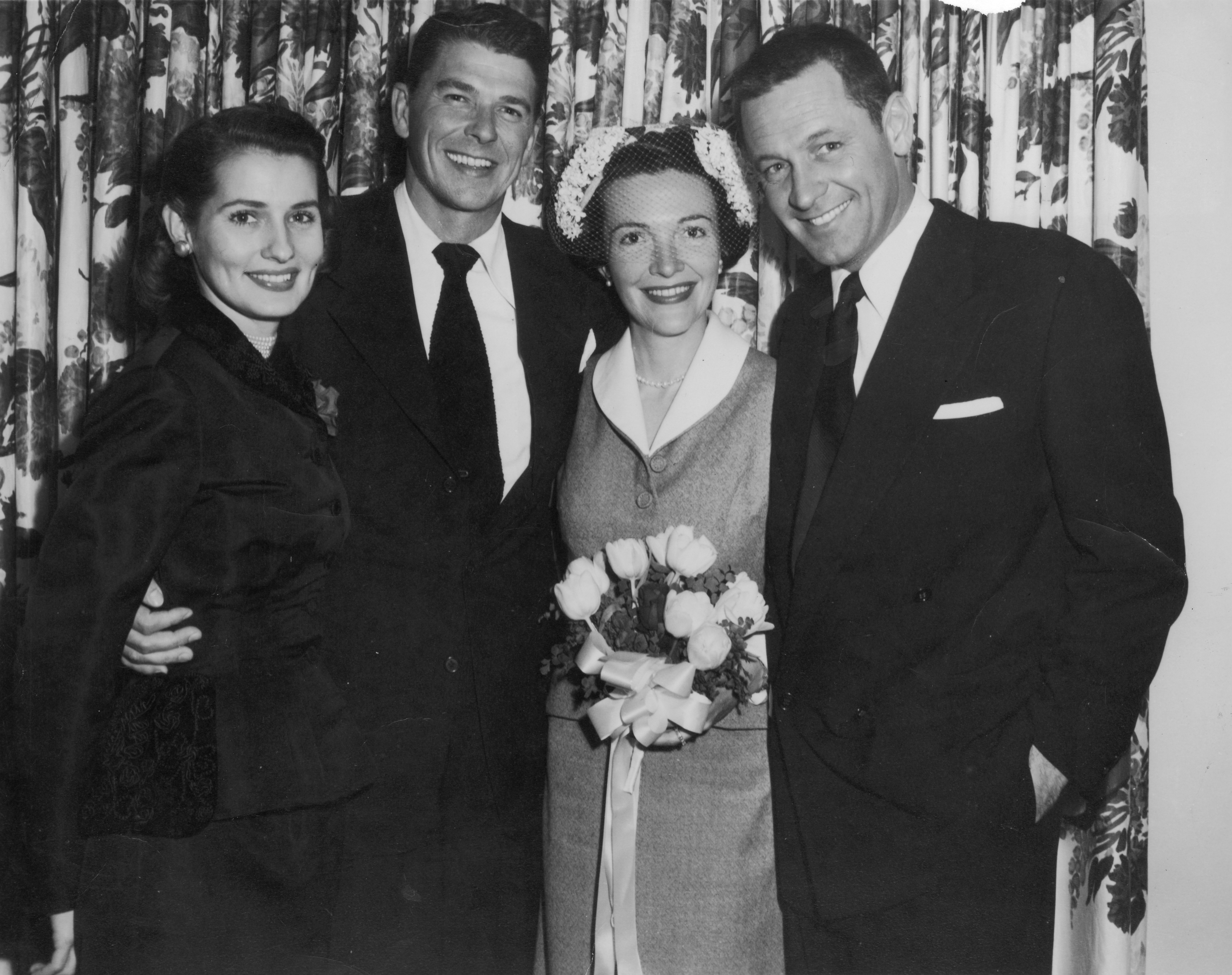
Căsătoria lui Ronald și Nancy Reagan, 1952. Doamna de onoare și cavalerul de onoare William Holden au fost singurii invitați

Reagan a întâlnit-o pe actrița Nancy Davis (1921–2016) în 1949, după ce ea l-a contactat în calitatea sa de președinte al Screen Actors Guild. A ajutat-o în chestiuni ce țin de apariția numelui ei în lista neagră de comuniști de la Hollywood. Ea fusese confundată cu o altă Nancy Davis. Ea a descris întâlnirea lor spunând: „nu știu dacă a fost dragoste la prima vedere, dar a fost destul de aproape.” S-au logodit la restaurantul Chasen's⁠(d) din Los Angeles și s-au căsătorit pe 4 martie 1952, la Biserica Little Brown din valea San Fernando. Actorul William Holden a fost cavaler de onoare la ceremonie. Au avut doi copii: Patti⁠(d) (născută pe 21 octombrie 1952) și Ronald „Ron” Jr.⁠(d) (născut pe 20 mai 1958).
Obseratorii au descris relația Reaganilor ca apropiată, autentică și intimă. În timpul președinției sale, s-a relatat că își afișau frecvent afecțiunea unuia pentru celălalt; un secretar de presă a zis: „ei niciodată n-au fost lipsiți de prețuire unul pentru altul. Niciodată nu s-au oprit să se curteze.” El o numea adesea „Mommy”, iar ea pe el „Ronnie”. Odată i-a scris: „indiferent ce am sau de ce mă bucur... totul ar fi fără sens dacă nu te-aș avea pe tine.” În 1981, când se afla în spital în urma unei tentative de asasinat⁠(d), ea a dormit cu una dintre hainele lui, pentru a se alina cu mirosul lui. Într-o scrisoare adresată poporului american din 1994, Reagan scria „mi s-a spus recent că sunt unul dintre milioanele de americani care vor fi afectați de boala Alzheimer... sper doar că este o cale de a o scuti pe Nancy de această experiență dureroasă,” iar în 1998, când era lovit de Alzheimer, Nancy a afirmat pentru Vanity Fair că „relația noastră este foarte specială. Am fost îndrăgostiți mult unul de altul și încă suntem. Când spun că viața mea a început cu Ronnie, ei bine, este adevărat. A început. Nu-mi pot imagina viața fără el.” Nancy Reagan a murit intr-o zi de duminică, 6 martie 2016, la vârsta de 94 de ani.

## Cariera politică timpurie

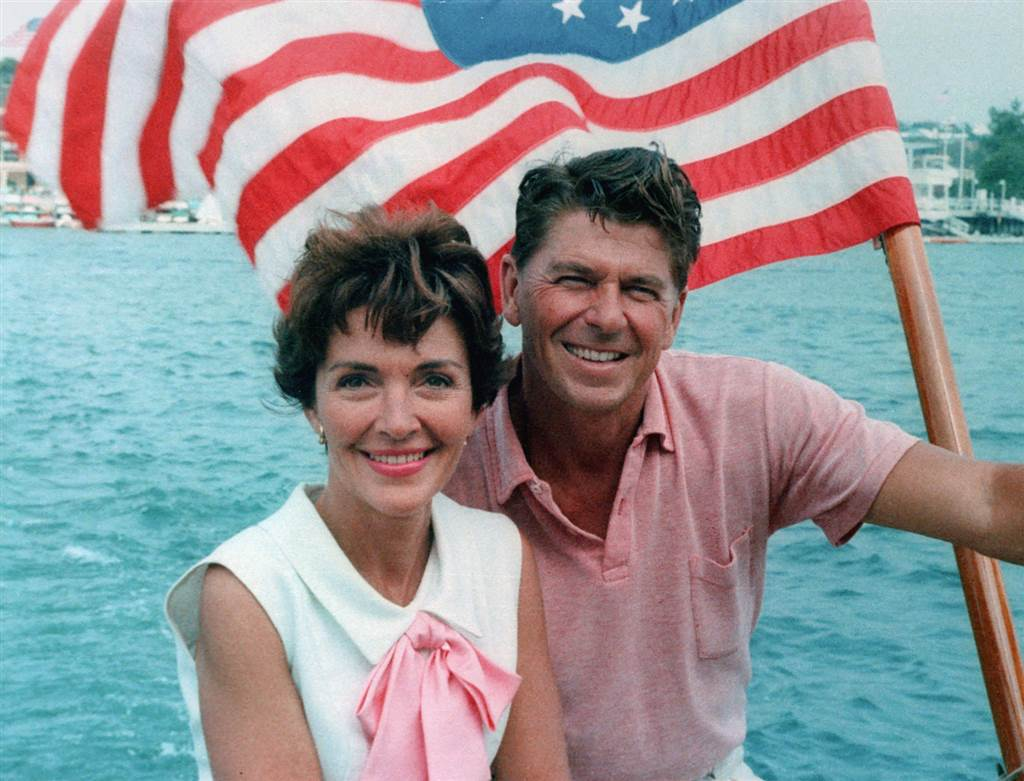
Ronald și Nancy Reagan, pe un bord în California, 1964

La începutul carierei sale la Hollywood, Reagan susținea Partidul Democrat, iar Franklin D. Roosevelt era „un adevărat erou” pentru el. S-a deplasat spre dreapta politică în anii 1950 și a devenit republican în 1962, afirmându-se ca un important purtător de cuvânt conservator în campania lui Goldwater din 1964⁠(d).
La începuturile carierei sale politice, s-a alăturat numeroaselor comitete politice de stânga, printre care Comitetul Veteranilor Americani⁠(d). A luptat împotriva legislației dreptului la muncă, susținută de republicani și a sprijinit-o pe Helen Gahagan Douglas⁠(d) la alegerile pentru Senat din California din 1950⁠(d), care a fost înfrântă de Richard Nixon. Comuniștii influențau puternic aceste grupuri în culise, lucru care l-a determinat să-și ralieze prietenii împotriva lor.
Reagan a vorbit frecvent la adunări, denotând o dimensiune ideologică puternică; în decembrie 1945, a fost oprit din a face o adunare antinucleară la Hollywood la presiunea studioului Warner Bros.. Mai târziu avea să facă din armele nucleare un punct cheie al mandatului său prezidențial, opunându-se distrugerii reciproce asigurate și a continuat eforturile precedente de a limita proliferarea armelor nucleare. La alegerile prezindețiale din 1948⁠(d), Reagan l-a susținut puternic pe Harry S. Truman, apărând pe scenă cu el la un discurs de campanie din Los Angeles. La începutul anilor 1950, când relația sa cu actrița Nancy Davis se întărea, convingerile sale s-au deplasat spre dreapta și a susținut candidaturile prezidențiale ale lui Dwight D. Eisenhower din 1952 și 1956, precum și pe cea a lui Richard Nixon din 1960.
A fost angajat de General Electric (GE) în 1954 ca prezentator la General Electric Theater⁠(d), o serie săptămânală de seriale TV de dramă. De asemenea, a călătorit de-a lungul țării pentru a ține discursuri în fața a 200.000 de angajați GE ca vorbitor motivațional. Numeroasele sale discursuri—pe care le-a scris el însuși—erau nepărtinitoare, dar purtau un mesaj conservator, prin care susținea mediul de afaceri; a fost influențat de Lemuel Boulware⁠(d), director senior al GE. Boulware, cunoscut pentru atitudinea puternică împotriva sindicatelor și pentru strategiile inovatoare de a-i câștiga pe muncitori de partea sa, a susținut regulile esențiale ale conservatorismului american modern: piață liberă, anticomunism, scădere de taxe și limitarea puterii guvernului. Dornic de o scenă mai mare, dar nefiindu-i permis de către GE să intre în politică, a demisionat și s-a înregistrat oficial ca republican. Adesea spunea: „n-am părăsit Partidul Democrat. Partidul m-a părăsit pe mine.”
În 1961, când a fost introdusă legislația care avea să devină Medicare⁠(d), a făcut o relatare pentru Asociația Medicală Americană⁠(d) (AMA), avertizând că o asemenea legislație ar putea însemna sfârșitul libertății în America. Reagan a spus că dacă ascultătorii nu scriu scrisori pentru a o împiedica, „ne vom trezi constatând că avem socialism. Iar dacă nu faceți aceasta, și dacă eu nu o fac, într-una din aceste zile, dvs. și eu suntem pe cale să ne petrecem anii de asfințit spunându-le copiilor noștri și copiilor copiilor noștri cum era odată în America, pe când oamenii erau liberi.” De asemenea a intrat în Asociația Națională a Armelor (NRA) și avea să devină membru pe viață.

Reagan a devenit cunoscut la nivel național prin discursurile sale în favoarea candidatului prezidențial conservator Barry Goldwater în 1964. Vorbind pentru Goldwater, Reagan a insistat pe convingerea sa cu privire la importanța micșorării puterii guvernului. A consolidat temele pe care le-a dezvoltat în conversațiile sale pentru GE, exprimându-le în faimosul său discurs, „A Time for Choosing”:
„Părinții fondatori știau că un guvern nu poate controla economia fără a controla oamenii. Și știau că unde un guvern încearcă să facă aceasta, trebuie să folosească forța și constrângerea pentru a-și îndeplini scopul. Așadar, am ajuns la momentul alegerii ... Ție și mie ni se spune că trebuie să alegem între stânga și dreapta, dar eu zic că nu există în politică dreapta sau stânga. Există doar sus sau jos. Sus pentru visul secular al omului—libertatea individuală maximă în acord cu ordinea—sau jos în mușuroiul totalitarismului.”
Acest discurs, „A Time for Choosing”, n-a fost suficient pentru a întoarce spre victorie campania șovăielnică a lui Goldwater, dar a fost evenimentul-cheie care i-a adus lui Reagan vizibilitate politică națională.

## Guvernator al Californiei (1967–1975)

Ronald și Nancy Reagan sărbătoresc victoria în alegerile guvernatoriale la hotelul Biltmore, Los Angeles

După discursul „Time for Choosing”, republicanii din California au fost impresionați de carisma și viziunile politice ale lui Reagan, iar la sfârșitul lui 1965, acesta și-a anunțat campania pentru funcția de guvernator al Californiei⁠(d) la alegerile din 1966. L-a învins pe fostul primar al orașului San Francisco, George Christopher⁠(d), în campania din interiorul Partidului Republican. În campania lui Reagan, acesta a pus accent pe două teme principale: „să trimitem vagabonzii asistați social înapoi la muncă” și, referindu-se la înflorirea protestelor⁠(d) anti-război și anti-establishment ale studenților de la Universitatea Berkeley din California, „să facem curat la Berkeley”. În 1966, Reagan a realizat ceea ce atât senatorul William Knowland⁠(d), cât și fostul vice-președinte Richard Nixon au încercat să facă în 1958 și respectiv, 1962: a fost ales, învingându-l pe cel ce avea la activ două mandate de guvernator, Edmund G. "Pat" Brown⁠(d), și a depus jurământul pe 2 ianuarie 1967. În timpul primului său mandat, a înghețat angajările guvernamentale și a aprobat creșteri de taxe pentru a echilibra bugetul.
La scurt timp după începutul mandatului său, Reagan a testat apele alegerilor prezidențiale din 1968⁠(d) ca parte a mișcării „Stop Nixon”, sperând să reducă susținerea lui Nixon în sud, și să devină el un candidat de compromis în cazul în care nici Nixon, nici candidatul de pe locul doi, Nelson Rockefeller, n-ar avea suficienți delegați pentru a câștiga din primul tur al Congresului Republican⁠(d). Cu toate acestea, în timpul adunării congresului, Nixon a avut 692 voturi din partea delegaților, cu 25 mai multe decât avea nevoie pentru a-și asigura nominalizarea, fiind urmat de Rockefeller, Reagan aflându-se pe locul trei.
Reagan a fost implicat în câteva cazuri semnificative de conflicte cu mișcările de protest ale epocii, inclusiv criticile sale publice la adresa administratorilor de universitate pentru tolerarea demonstrațiilor studențești de la campusul Universității Berkeley din California. Pe 15 mai 1969, în timpul protestelor de la People's Park⁠(en)[traduceți] de la campusul universitar (al căror scop inițial era discutarea conflictului arabo-israelian), Reagan a trimis California Highway Patrol⁠(d) și alți ofițeri să înăbușe protestele. Aceasta a dus la un incident ce a devenit cunoscut ca „Vinerea Sângeroasă”, soldat cu moartea studentului James Rector⁠(d) și cu orbirea tâmplarului Alan Blanchard. În plus, 111 ofițeri de poliție au fost răniți în conflict, dintre care unul a fost lovit cu cuțitul în piept. Atunci, Reagan a chemat 2200 de trupe ale Gărzii Naționale a Statului⁠(d) să ocupe orașul Berkeley pentru două săptămâni și să ia măsuri drastice împotriva protestatarilor. Garda a rămas în Berkeley timp de 17 zile, campând în People's Park, iar demonstrațiile s-au oprit, cât timp universitatea a înlăturat împrejmuirea și a amânat planurile de dezvoltare a People's Park. Când mișcarea teroristă Armata de Eliberare Simbioneză⁠(d) a răpit-o pe Patricia Hearst⁠(d) la Berkeley și a cerut distribuirea de mâncare pentru săraci, Reagan a făcut o glumă într-o discuție cu un grup de ajutor politic despre contaminarea hranei cu botulism.

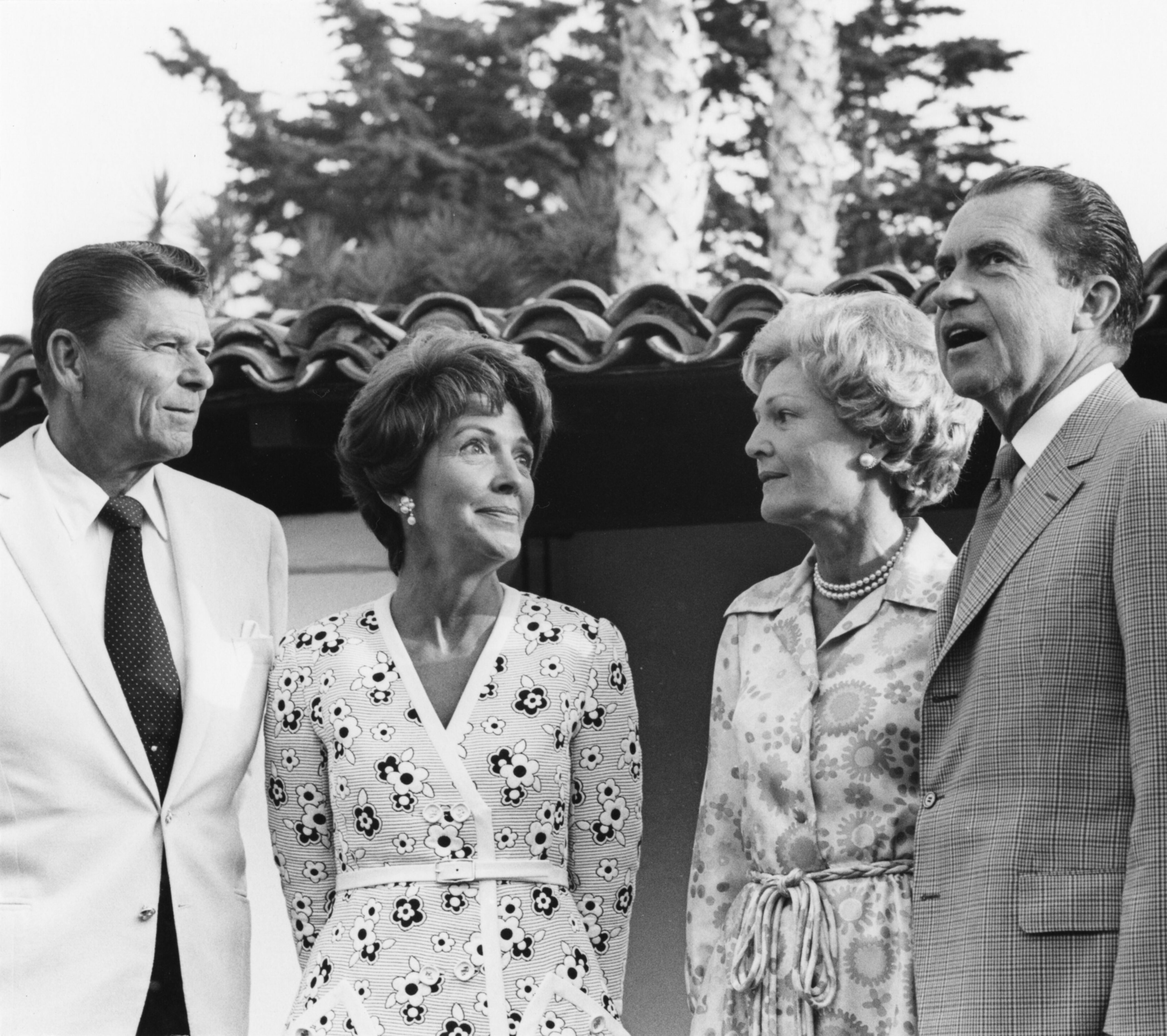
Soții Reagan la o întâlnire cu președintele Richard Nixon și prima doamnă Pat Nixon, iulie 1970

La începutul lui 1967, dezbaterea națională despre avort a început să suscite spiritele. În primele stadii ale dezbaterii, senatorul democrat al statului California, Anthony C. Beilenson⁠(d) a introdus „Legea Avortului Terapeutic”, în încercarea de a reduce numărul de „avorturi secrete” ce aveau loc în California. Legislativul statului a trimis proiectul de lege pe masa lui Reagan, care, după multe zile de ezitare, l-a promulgat pe 14 iunie 1967. Ca urmare, au avut loc circa două milioane de avorturi, în mare parte din cauza unei prevederi a legii ce permitea avorturile de dragul sănătății mamei. Reagan se afla în funcție de numai patru luni atunci când a promulgat legea, iar mai târziu a afirmat că dacă ar fi fost mai experimentat ca guvernator, n-ar fi promulgat-o. După ce a recunoscut ceea ce a numit „consecințele” legii, s-a declarat pro-life⁠(d). S-a menținut pe această poziție mai târziu în cariera sa politică, scriind mult despre avort.
În 1967, Reagan a promulgat Legea Mulford⁠(d), prin care a abrogat o lege ce permitea portul în public⁠(d) al armelor de foc încărcate (legea a intrat în Codul Penal al Californiei⁠(d)). Legea, numită după republicanul Don Mulford⁠(d), membru al legislativului Californiei, a primit atenție națională după ce Panterele Negre⁠(d) au mărșăluit purtând arme la Capitoliul Statului California⁠(d) pentru a protesta împotriva ei.
În ciuda unei încercări nereușite de a forța un referendum de demitere în 1968, Reagan a fost reales guvernator în 1970, învingându-l pe „Big Daddy” Jesse M. Unruh⁠(d). A hotărât să nu candideze pentru un al treilea mandat în următorul ciclu electoral. Una dintre cele mai mari frustrări ale lui Reagan din timpul funcției a fost legată de pedeapsa cu moartea, pe care a susținut-o cu hotărâre. Încercările sale de a pune în aplicare legile statului au fost dejucate de Curtea Supremă a Californiei⁠(d), prin decizia People v. Anderson⁠(d), care a invalidat toate condamnările la moarte din California de până în 1972, cu toate că decizia a fost schimbată mai târziu printr-un amendament constituțional. Singura execuție din timpul guvernării lui Reagan a avut loc pe 12 aprilie 1967, când sentința lui Aaron Mitchell⁠(d) a fost executată în camera de gazare de la San Quentin⁠(d).
În 1969, Reagan a promulgat Legea Familiei, un amalgam de două proiecte de lege, scrise și revizuite de Legislativul de Stat al Californiei⁠(d) timp de peste doi ani. A devenit prima lege a divorțului fără vină⁠(d) din Statele Unite.
Mandatele de guvernator l-au ajutat pe Reagan să-și formeze politicile pe care le va continua în cariera sa politică de președinte. Organizând o campanie cu o platformă de trimitere a „vagabonzilor asistați social înapoi la muncă”, a luat atitudine împotriva ideii de țară a asistenței sociale. De asemenea, a susținut hotărât idealul republican al unei minime intervenții a guvernului în economie, inclusiv contra impozitelor federale excesive.
Reagan n-a mai candidat pentru un al treilea mandat de guvernator în 1974, în funcție urmându-i Secretarul de Stat al Californiei⁠(d), democratul Jerry Brown, pe 6 ianuarie 1975.

## Campania prezidențială din 1976

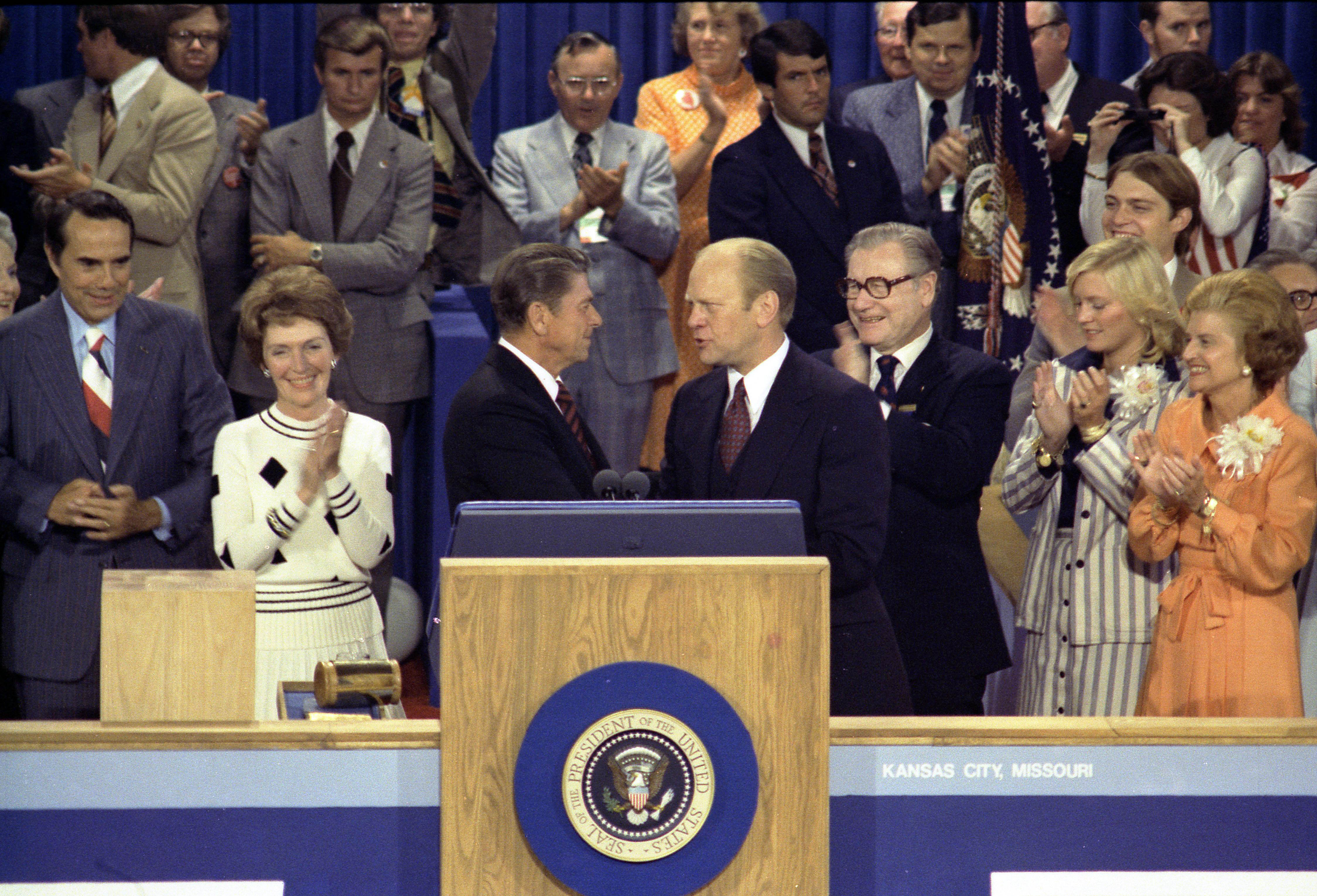
Pe podium cu Gerald Ford după pierderea la limită a nominalizării la

În 1976, Reagan s-a confruntat cu președintele în funcție Gerald Ford pentru candidatura republicană pentru funcția de președinte. Reagan a căpătat rapid reputația de candidat conservator, având susținerea unor organizații cu idei asemănătoare, precum Uniunea Conservatoare Americană⁠(d), care au devenit componente-cheie a bazei sale politice, pe când Ford era considerat un republican mai moderat.
Campania lui Reagan s-a bazat pe o strategie gândită de șeful de campanie John Sears⁠(d) de a câștiga câteva alegeri primare de la început, pentru a slăbi șansele lui Ford de a obține o nominalizare incontestabilă. Reagan a câștigat în Carolina de Nord, Texas și California, dar strategia a dat greș, întrucât a sfârșit pierzând în New Hampshire, Florida și în Illinoisul natal. Campania din Texas i-a dat speranțe noi lui Reagan, când a câștigat voturile tuturor celor 96 de delegați aleși pentru întrunirea de la 1 mai. Cel mai mare merit pentru acea victorie i-a aparținut celor trei co-președinți, inclusiv Ernest Angelo⁠(d), primarul Midlandului⁠(d) și Ray Barnhart⁠(d) Ray Barnhart⁠(d) din Houston, pe care Reagan, în calitate de președinte, avea să-l desemneze în 1981 director al Federal Highway Administration⁠(d).
Totuși, aproape de convenția republicană, Ford era aproape de victorie. Recunoscând aripa moderată a partidului său, Reagan l-a ales pe senatorul moderat al Pennsylvaniei, Richard Schweiker⁠(d), drept candidat pentru postul de vicepreședinte⁠(en)[traduceți] pentru cazul în care va fi nominalizat. Totuși, Ford a triumfat cu 1187 delegați, în fața celor 1070 ai lui Reagan. Ford avea să piardă alegerile prezindețiale din 1976⁠(d) în fața candidatului democrat Jimmy Carter.
Discursul lui Reagan de după înfrângere a subliniat pericolele unui război nuclear și amenințarea prezentată de Uniunea Sovietică. Deși a pierdut nominalizarea, a primit 307 voturi în New Hampshire, 388 de voturi ca independent pe buletinele din Wyoming și un singur vot elector de la un „elector necredincios⁠(en)[traduceți]” la alegerile din noiembrie din statul Washington, pe care Ford le-a câștigat împotriva candidatului democrat Jimmy Carter.
După campanie, Reagan a rămas în dezbaterea publică cu seriile de „Comentarii radio ale lui Ronald Reagan” și comitetul său de acțiune politică, Citizens for the Republic⁠(d), care avea să fie reînviat mai târziu la Alexandria, Virginia, în 2009, de către biograful lui Reagan, Craig Shirley⁠(d).

## Campania prezidențială din 1980

Rezultatele votului electoral din 1980

La alegerile prezidențiale din 1980, Reagan a avut un rol principal împotriva președintelui în funcție Jimmy Carter, scrutinul fiind însoțit de o mulțime de agitații interne, cum ar fi criza ostaticilor din Iran⁠(d). Campania lui Reagan a pus accent pe unele dintre principiile sale fundamentale: impozite mai mici pentru stimularea economiei, reducerea implicării guvernului în viața oamenilor, drepturile statelor, și întărirea apărării naționale.
Reagan s-a lansat în campanie declarând „cred în drepturile statelor.” După ce a câștigat nominalizarea republicană, Reagan a ales pe unul dintre adversarii săi din primare, George H. W. Bush, ca vicepreședinte. Apariția sa la o dezabatere televizată din octombrie i-a crescut popularitatea. Reagan a câștigat alegerile, sprijinit de 44 state cu 489 de electori, în fața celor 49 de electori care l-au votat pe Carter (ce reprezentau șase state și Washington, D.C.). Reagan a primit 51% din votul popular, pe când Carter - 41%, iar candidatul independent John B. Anderson⁠(d) (un republican liberal) - 7%. Republicanii au câștigat majoritatea în Senat⁠(d) pentru prima dată după 1952 și au câștigat 34 de  locuri în Camera Reprezentanților⁠(d), dar democrații au păstrat majoritatea.

## Președinția (1981–1989)

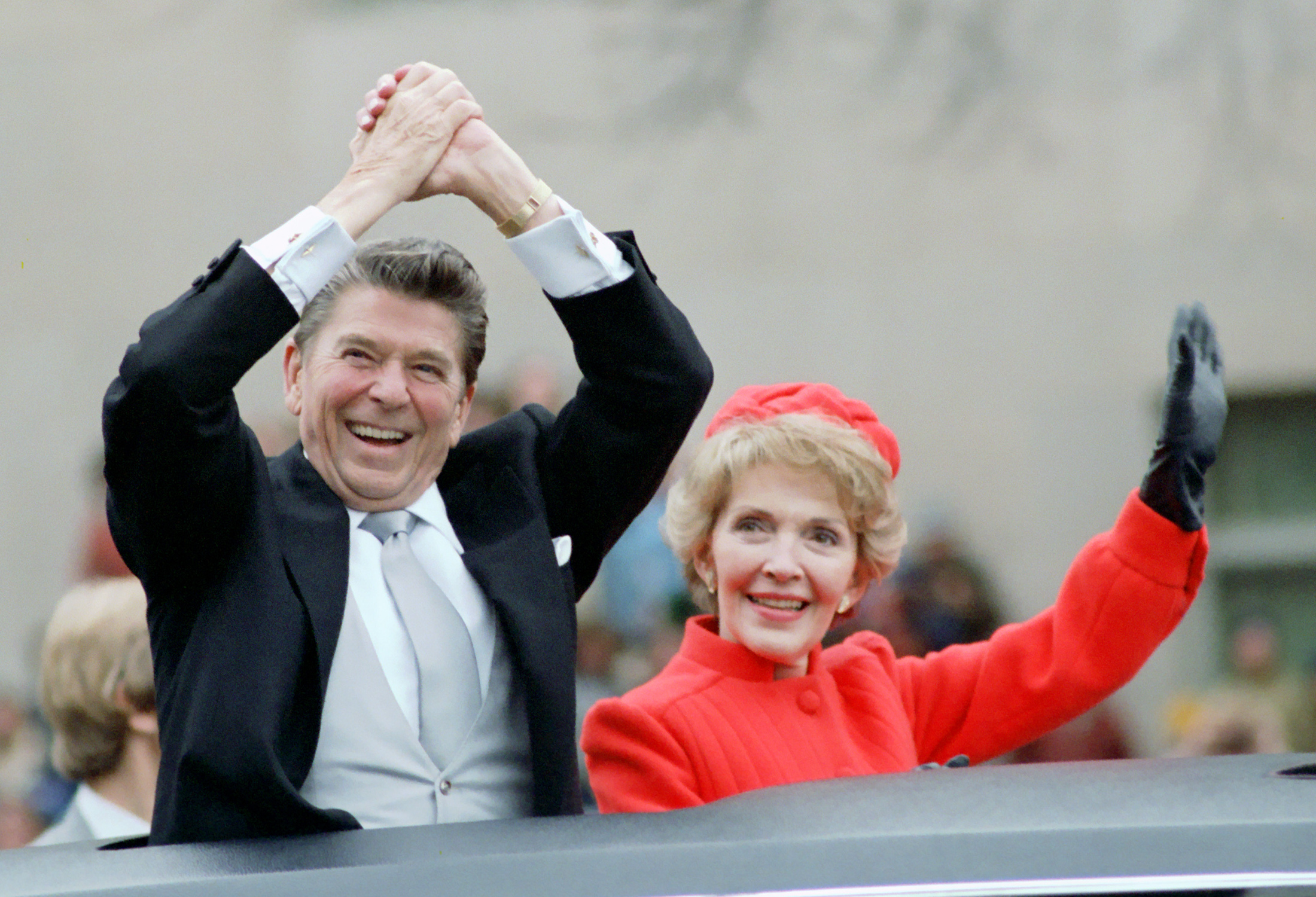
Parada de inaugurare (20 ianuarie 1981). După ce Reagan și-a citit discursul de inaugurare, au fost eliberați

În timpul președinției, Reagan s-a ocupat de politici care reflectau propria convingere despre libertatea individuală; aduceau schimbări pe plan intern, atât în economie, cât și în dezvoltarea domeniului militar; și contribuiau la terminarea Războiului Rece. Numită „Revoluția Reagan”, președinția sa avea să revigoreze moralul american, precum și economia SUA, și a redus dependența de guvern. Ca președinte, Reagan a ținut un jurnal în care a comentat evenimentele cotidiene din timpul președinției sale și viziunile sale cu privire la problemele zilei. Jurnalul a fost publicat în mai 2007 în cartea Jurnalele zilnice ale lui Reagan⁠(d).
Primul mandat
La acea dată, Reagan era cea mai vârstnică persoană aleasă în funcția de președinte (la 69 de ani). În primul său discurs inaugural⁠(d) din 20 ianuarie 1981, pe care Reagan însuși l-a scris, a adus în discuție stagnarea economică a țării, susținând: „în criza actuală, guvernul nu este soluția pentru problemele noastre; guvernul este problema.”

#### Rugăciunea în școli și momentele de reculegere
În 1981, Reagan a devenit primul președinte care a propus un amendament constituțional legat de rugăciunea în școli. Alegerea lui Reagan a oglindit o opoziție față de cazul din 1962 Engel v. Vitale⁠(d), soluționat de Curtea Supremă, în urma căruia s-a interzis funcționarilor de stat să compună o rugăciune oficială de stat și să impună recitarea ei în școlile publice. Amendamentul propus de Reagan în 1981 enunța: „Nimic în această Constituție nu trebuie interpretat drept interzicere a rugăciunii individuale sau de grup în școlile publice sau în alte instituții publice. Nicio persoană nu trebuie obligată de către Statele Unite sau de vreun stat să participe la rugăciune.” În 1984, Reagan a ridicat din nou problema, întrebând Congresul „de ce libertatea de mărturisire a lui Dumnezeu nu poate fi savurată din nou de copiii din orice școală de pe acest pământ?” În 1985, Reagan și-a exprimat dezamăgirea față de faptul că hotărârea Curții Supreme încă interzice momentul de reculegere din școlile publice și a spus că el duce „o bătălie grea.” În 1987, Reagan și-a reluat apelul către Congres pentru susținerea rugăciunii voluntare în școli și terminarea „expulzării lui Dumnezeu din sălile de clasă ale Americii.” Criticii susțineau că orice intervenție guvernamentală asupra vreunei rugăciuni făcută de elevi în școlile publice este involuntară. Nicio ordonanță a Curții Supreme nu sugerează că elevii nu pot să se roage în liniște din proprie inițiativă. În timpul mandatului său, Reagan a organizat o campanie viguroasă pentru a restabili rugăciunea organizată în școli, întâi ca moment de rugăciune, iar apoi ca moment de reculegere.

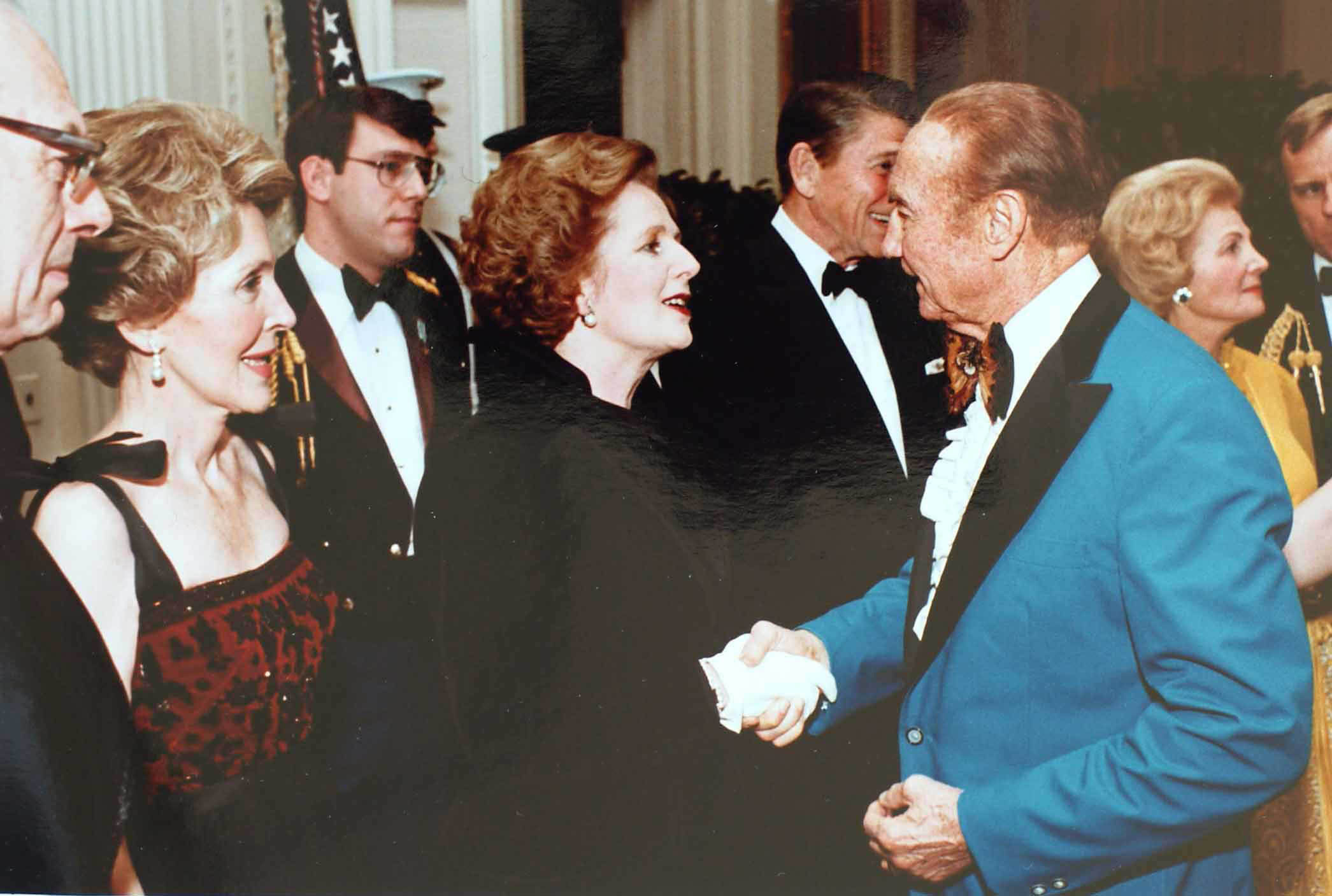
Reagan, prim-ministrul britanic Margaret Thatcher și Strom Thurmond, la o masă de stat în 1981

#### Tentativa de asasinat
Pe 30 martie 1981–la 69 zile de la începutul mandatului—Reagan, secretarul său de presă James Brady⁠(d), ofițerul de poliție al Washingtonului Thomas Delehanty⁠(d) și agentul Serviciilor Secrete Tim McCarthy⁠(d) au fost împușcați de potențialul asasin John Hinckley Jr.⁠(d) în apropierea hotelului Washington Hilton⁠(d). Deși era „aproape de moarte” când a ajuns la George Washington University Hospital⁠(d), Reagan a fost dus de urgență la spital, unde a suferit o intervenție chirurgicală. S-a vindecat și a ieșit din spital pe 11 aprilie, devenind primul președinte al SUA care a supraviețuit împușcării într-o tentativă de asasinat. Tentativa a avut o mare influență asupra popularității lui Reagan; sondajele au indicat că rata de încredere a publicului ajunsese la 73%. Reagan credea că Dumnezeu i-a salvat viața, astfel încât el să poată reuși să îndeplinească un scop mai înalt.

#### Nominalizarea pentru postul de secretar de stat-adjunct
Ca răspuns la criticile conservatoare, potrivit cărora Departamentului de Stat îi lipsesc oameni consecvenți, Reagan l-a nominalizat în 1981 pe Ernest W. Lefever⁠(d) pentru funcția de secretar de stat-adjunct pentru Drepturile Omului și Probleme Umanitare⁠(d). Lefever s-a prezentat slab la audierile de confirmare, iar comisia din Senat i-a respins nominalizarea, cu un vot de 4–13; Lefever s-a retras.

#### Greva controlorilor de trafic aerian
În 1981, PATCO⁠(d), sindicatul controlorilor de trafic aerian federal a inițiat o grevă⁠(d), încălcând legea federală ce interzicea sindicatelor bugetare să facă greve. Declarând situație de urgență, conform Legii Taft–Hartley din 1947⁠(d), Reagan a declarat că în cazul în care controlorii de trafic aerian „nu se întorc la lucru în 48 de ore, își vor pierde slujbele.” Ei nu s-au întors, iar pe 5 august, Reagan a concediat 11.345 de controlori de trafic aerian greviști care au ignorat ordinul său și a folosit supraveghetori și controlori militari pentru dirijarea traficului comercial aerian din țară până la angajarea și pregătirea de noi controlori. Un raport important despre administrația publică a concluzionat: „concedierea angajaților PATRCO nu doar că a demonstrat o clară tărie de caracter a președintelui în a prelua controlul asupra birocrației, dar de asemenea a trimis un mesaj clar către sectorul privat, că sindicatele nu mai sunt ceva de speriat.” 

#### „Reaganomics” și economia

Schițându-și planul pentru Legislația de reducere a impozitelor în Biroul Oval într-o prezentare televizată, iulie 1981

De-a lungul ultimului an de președinție a lui Jimmy Carter (1980), media inflației fusese de 12,5%, comparativ cu 4,4% în timpului ultimului an al lui Reagan (1988). În timpul administrației Reagan, rata șomajului a scăzut de la 7,5% la 5,4%, această rată având și creșteri, ajungând la 10,8% în 1982 și 10,4% în 1983, media pe cei opt ani fiind de 7,5%, iar creșterea PIB-ului real a avut media de 3,4%, cu un maxim de 8,6% în 1983, pe când media creșterii PIB-ului nominal a fost 7,4%, atingând maximul de 12,2% în 1982.
Reagan a implementat politici bazate pe economia ofertei⁠(d), susținând o filosofie laissez-faire și o politică fiscală în favoarea pieței libere, căutând să stimuleze economia prin reduceri fiscale⁠(en)[traduceți] ample și extinse. De asemenea, a susținut reîntoarcerea Statelor Unite la un fel de etalon de aur și a reușit să determine Congresul să înființeze Comisia Aurului, pentru a studia cum poate fi implementat așa ceva. Citând teoriile economice ale lui Arthur Laffer, Reagan a promovat reducerile fiscale propuse ca potențiale stimulente ale economiei, suficient ca să lărgească baza de impozitare, compensând pierderea de venituri cauzată de reducerea ratelor impozitelor, o teorie care a intrat în dezbaterea politică sub titulatura de „curba Laffer”. Reaganomics a constituit subiect de dezbateri aprinse, susținătorii punctând evoluțiile arătate de niște indicatori economici-cheie, ca dovadă a succesului, iar criticii au punctat creșterile considerabile ale deficitului bugetar federal și ale datoriei naționale. Politica sa „peace through strength⁠(en)[traduceți]” a condus la o considerabilă dezvoltare a apărării pe timp de pace, inclusiv o creștere reală de 40% a cheltuielilor pentru apărare între 1981 și 1985.
În timpul președinției lui Reagan, ratele impozitului federal pe venit⁠(d) au scăzut considerabil în urma promulgării Legii impozitelor de redresare economică din 1981⁠(d), prin care a scăzut categoria de impozitare marginală cea mai mare de la 70% la 50%, și pe cea mai scăzută de la 14% la 11%. Alte creșteri ale impozitelor trecute prin Congres și promulgate de Reagan au asigurat, totuși, că veniturile fiscale din timpul celor două mandate aveau să constituie 18,2% din PIB, în comparație cu 18,1% în cei 40 de ani dintre 1970–2010. După aceea, în 1982, a fost promulgată Legea de Parteneriat pentru Formare Profesională din 1982⁠(d), inițiindu-se unul dintre primele parteneriate public-privat din Statele Unite și o parte importantă a programului prezidențial de creare de locuri de muncă. Principalul arhitect al acestui proiect de lege a fost secretarul prezidențial-adjunct pentru muncă și șef de personal Al Angrisani⁠(d).

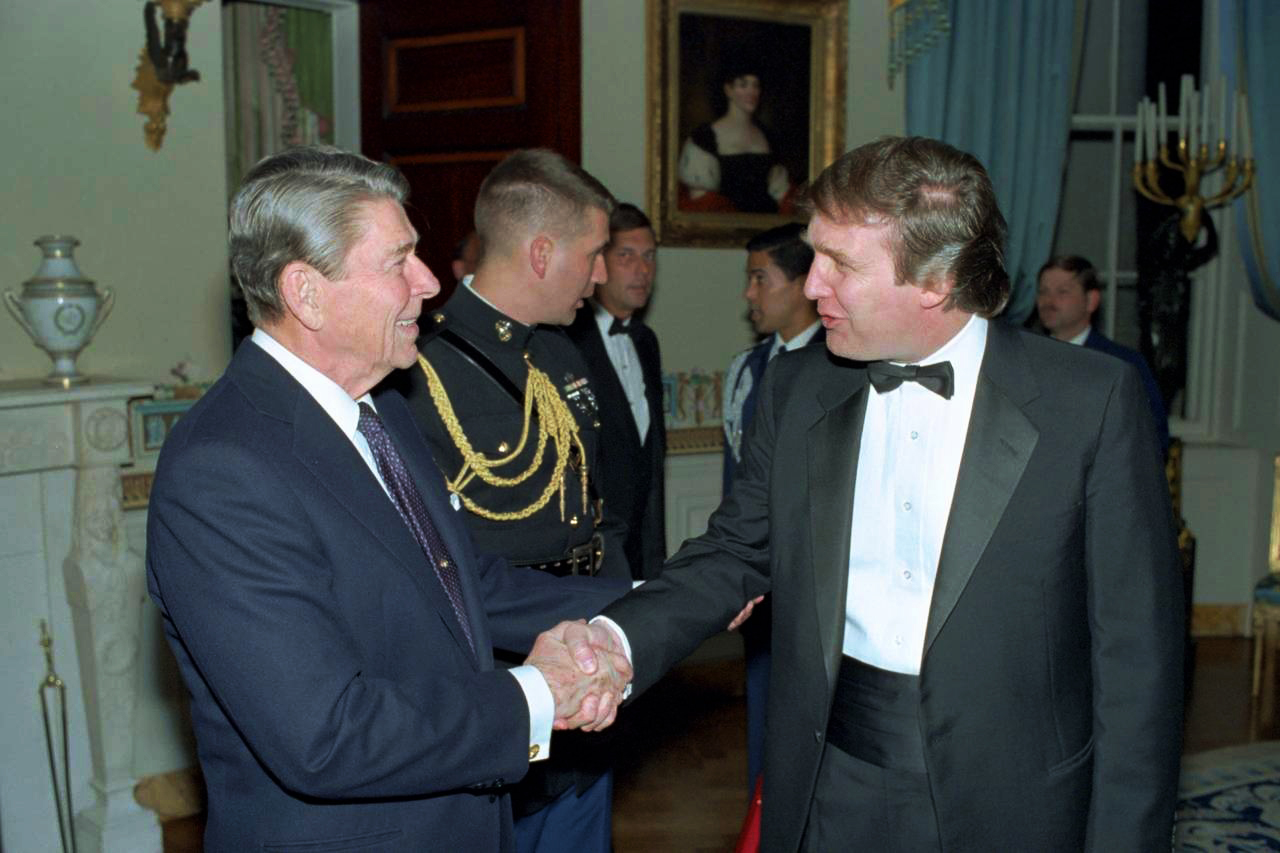
Președintele Reagan, cu dezvoltatorul imobiliar și viitorul președinte Donald Trump în 1987

În schimb, Congresul a adoptat și Reagan a promulgat legi de creștere a impozitelor de o oarecare natură, în fiecare an din 1981 până în 1987, pentru a continua să consolideze programe guvernamentale precum Tax Equity and Fiscal Responsibility Act din 1982⁠(d) (TEFRA), Securitatea Socială⁠(d) și Legea de Reducere a Deficitului din 1984⁠(d) (DEFRA). În ciuda faptului că TEFRA a fost „cea mai mare creștere de impozite într-o perioadă de pace din istoria americană”, creșterea Produsului Intern Brut (PIB) s-a refăcut puternic după recesiunea de la începutul anilor 1980⁠(d), terminată în 1982, și a crescut în timpul ultimilor opt ani de mandat ai lui Reagan, având o rată anuală de 7,9% pe an, cu o creștere de 12,2% în 1981. Șomajul a atins apogeul în decembrie 1982, cu rata lunară de 10,8%—cea mai mare din perioada de după Marea Depresiune—după care a scăzut de-a lungul restului perioadei de președinție a lui Reagan. Șaisprezece milioane de noi locuri de muncă au fost create, în timp ce inflația s-a redus considerabil. Legea de Reformă a Sistemului Fiscal din 1986⁠(d), alt efort bipartizan susținut de Reagan, a simplificat codul fiscal, prin reducerea numărului de categorii de impozitare la patru și eliminarea mai multor scutiri de taxe⁠(d). Rata cea mai mare a fost scăzută la 28%, dar impozitele pe câștigurile din capital au fost crescute pentru cei cu cele mai mari venituri, de la 20% la 28%. Creșterea celei mai mici categorii de impozitare de la 11% la 15% a fost mai mult decât compensată de scutirile personale, de deducerea standard și de creditele fiscale EITC. Rezultatul net a fost scutirea a șase milioane de americani săraci de la plata impozitului pe venit și reducerea obligațiilor fiscale la toate nivelurile de impozitare.
Efectul cumulat al tuturor legilor fiscale din anii administrației Reagan a fost o scădere cu 1% a veniturilor guvernamentale față de estimările Departamentului Trezoreriei pe baza bugetelor lunii ianuarie din anul punerii în aplicare. În orice caz, încasările de impozite federale pe venit au crescut din 1980 până în 1989, crescând de la 308,7 miliarde de dolari la 549 miliarde de dolari, având așadar o rată medie anuală de 8,2%, iar cheltuielile federale au crescut la rata anuală de 7,1%.

Vorbind Congresului despre Programul de rederesare economică, 28 aprilie 1981 (la câteva săptămâni după ce a supraviețuit tentativei de asasinat)

Politicile lui Reagan s-au bazat pe faptul că sporul economic va avea loc atunci când ratele marginale de impozitare vor fi suficient de scăzute pentru a stimula investiția, ceea ce apoi va duce la reducerea șomajului și mărirea salariilor. Criticii au numit aceasta „trickle-down economics⁠(d)” (economie „picurată”)—credința că politicile de impozit care îi ajută pe cei înstăriți vor crea un efect de „picurare” către săraci. Au apărut întrebări dacă nu cumva bogații beneficiază mai mult de pe urma politicilor lui Reagan decât cei care trăiesc în sărăcie, și mulți cetățeni săraci și minoritari l-au considerat pe Reagan indiferent față de greutățile lor. Aceste viziuni au fost exacerbate de faptul că regimul economic al lui Reagan a inclus înghețarea salariului minim la 3,35 dolari pe oră, micșorarea substanțială a asistenței federale pentru guvernele locale⁠(d) cu 60%, tăierea bugetului pentru locuințele publice și înjumătățirea subvențiilor legiferate de Secțiunea 8⁠(d) și eliminarea programului antisărăcie Community Development Block Grant⁠(d). Mărirea decalajului dintre bogați și săraci începuse deja în anii 1970, înainte ca politicile economice ale Reagan să intre în vigoare. Odată cu reducerea din 1981 a ratei maxime regulate a impozitului pe venituri nesalariale, a redus rata maximă a impozitului pe profitul din capital la doar 20%. Mai târziu, Reagan a stabilit ratele de impozit pe profituri din capital la același nivel cu ratele de venit obișnuit, precum salariile, ambele cu un maxim de 28%. Reagan este considerat un erou antiimpozite, cu toate că a mărit impozitele de unsprezece ori în timpul președinției sale, totul în numele responsabilității fiscale. Potrivit lui Paul Krugman, „mărirea impozitelor din 1982 a anulat în jur de o treime din reducerea din 1981; ca procent din PIB, mărirea a fost considerabil mai mare decât mărirea impozitelor făcută de domnul Clinton în 1993⁠(d).” Potrivit istoricului și consilierului de politică internă Bruce Barlett⁠(d), creșterile de impozite hotărâte de Reagan în timpul președinției sale au recuperat jumătate din reducerile fiscale din 1981.
Reagan se opunea intervenției guvernului și a redus bugetele programelor non-militare,  printre care Medicaid⁠(d), bonurile de masă⁠(d), programele federale de educație și Agenția Americană de Protecție a Mediului⁠(d) . Deși a protejat programe precum Securitatea Socială⁠(d) și Medicare⁠(d), administrația sa a încercat să scoată multe persoane cu dizabilități din listele de asistați sociali ai Securității Sociale.
Atitudinea administrației față de industria produselor financiare de economisire-creditare⁠(d) a contribuit la criza economisirii și creditărilor⁠(d). De asemenea, o minoritate de critici ai Reaganomics sugerează că politicile au influențat parțial crahul bursier din 1987, dar nu există un consens privind punerea crahului pe seama unui singur factor declanșator. Pentru a acoperi deficitul bugetar federal nou-apărut, Statele Unite au făcut împrumuturi, atât interne, cât și din străinătate, crescând datoria națională de la 997 miliarde de dolari la 2,85 bilioane. Reagan a descris noua datorie drept „cea mai mare dezamăgire” a președinției sale.
L-a redesemnat pe Paul Volcker⁠(d) președinte al Rezervei Federale⁠(d), iar în 1987 l-a desemnat pe monetaristul Alan Greenspan în locul acestuia. Reagan a oprit controlul prețurilor⁠(d) petrolului extras pe plan intern, care contribuise la criza energetică de la începutul anilor 1970. Prețul petrolului a scăzut ulterior, și în anii 1980 nu s-a mai înregistrat deficitul de combustibil din anii 1970. De asemenea, Reagan a îndeplinit o promisiune din campania din 1980 în care a promis să abroge impozitele pe profit windfall⁠(en)[traduceți] în 1988, care anterior crescuseră dependența de petrolul extern. Unii economiști, precum laureații Premiului Nobel Milton Friedman și Robert Mundell susțin că politicile de impozitare ale lui Reagan au revigorat economia Americii și au contribuit la explozia economică din anii 1990. Alți economiști, precum laureatul Premiului Nobel Robert Solow, susțin că deficiturile lui Reagan au fost un motiv important pentru care succesorul său, George H. W. Bush, a revenit asupra unei promisiuni din campanie⁠(d) și a recurs la creșterea impozitelor.
În timpul președinției lui Reagan, s-a inițiat un program în cadrul Comunității Naționale de Informații a Statelor Unite⁠(d) pentru a asigura puterea economică a Americii. Programul, numit Proiectul Socrate⁠(d), a dezvoltat și demonstrat mijloacele de care aveau nevoie SUA pentru a genera și conduce următorul salt evolutiv în achiziția și utilizarea tehnologiei pentru un avantaj competitiv—inovația automatizată. Pentru a se asigura că Statele Unite obțin un beneficiu maxim din inovația automatizată, în timpul celui de-al doilea mandat, Reagan a cerut întocmirea unui ordin executiv de creare a unei noi agenții federale, care să implementeze rezultatele Proiectului Socrate pe o bază de nivel național. Mandatul lui Reagan a luat însă sfârșit înainte ca ordinul executiv să poată fi coordonat și semnat, iar noua administrație Bush, etichetând Proiectul Socrate ca o „politică industrială”, l-a pus pe linie moartă.

#### Escaladarea Războiului Rece

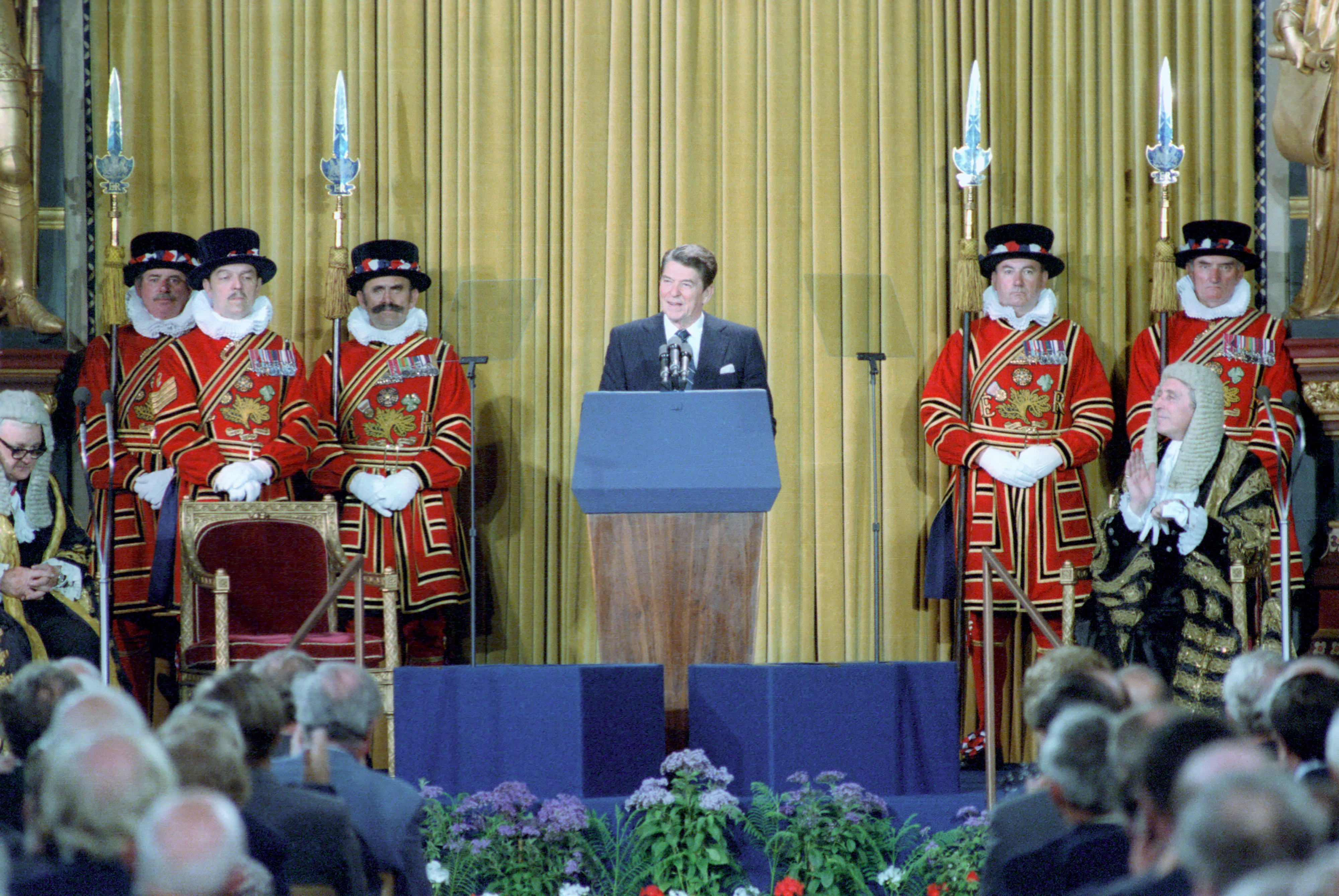
Primul președinte al SUA invitat să vorbească în fața Parlamentului Britanic (8 iunie 1982), Reagan a prezis că marxismul va sfârși pe „”

Reagan a escaladat Războiul Rece, accelerând inversarea politicii de destindere, care începuse în 1979 după războiul sovietic din Afganistan. Reagan a comandat o consolidare viguroasă a forțelor armate ale Statelor Unite și a implementat noi politici față de Uniunea Sovietică: reluarea programului B-1 Lancer, care fusese anulat de administrația Carter⁠(d), și producerea rachetei MX. Ca răspuns la implementarea de către sovietici a SS-20, Reagan a supervizat implementarea de către NATO a rachetei Pershing în Germania de Vest.
În 1984, jurnalistul Nicholas Lemann⁠(d) l-a intervievat pe secretarul apărării Caspar Weinberger și a rezumat strategia administrației Reagan de respingere a Uniunii Sovietice:
„Societatea lor este slabă economic și îi lipsește bogăția, educația și tehnologia de care are nevoie pentru a intra în era informațională. Ei au aruncat totul în producția militară și, ca urmare, societatea lor începe să dea semne de tensiuni teribile.  Ei nu pot susține producția militară așa cum putem noi. La un moment dat, aceasta îi va frânge, iar după aceea va fi doar o singură superputere într-o lume sigură—dacă, doar dacă, putem continua să finanțăm.”
 Lemann notează că atunci când a scris aceasta în 1984, gândea că reaganiții trăiesc într-o lume imaginară. Dar în 2016, Lemann a declarat că pasajul reprezintă „o descriere destul de necontroversată a ceea ce a făcut de fapt Reagan.”

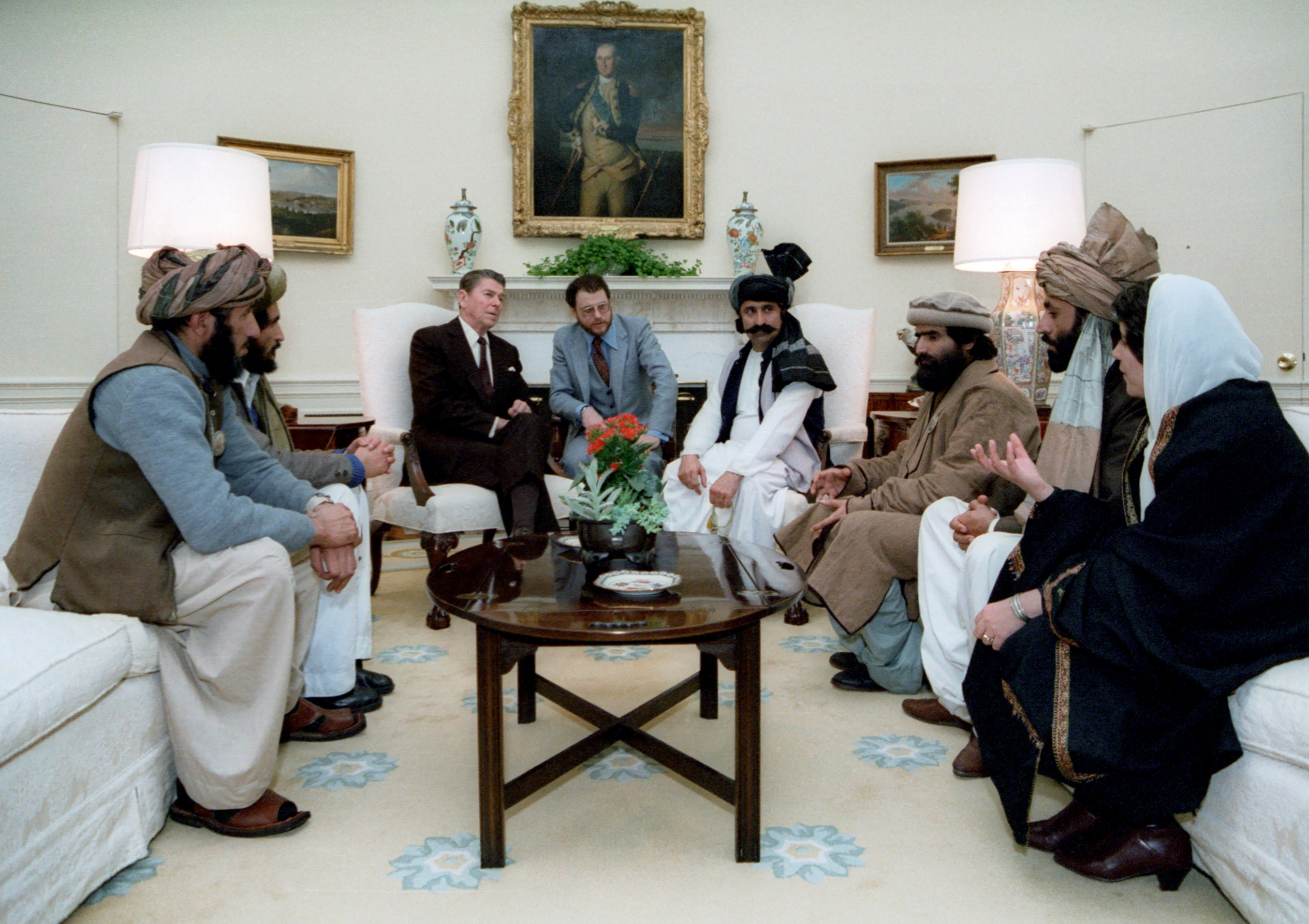
Întâlnirea cu liderii mujahedinilor afgani în Biroul Oval, 1983

Împreună cu prim-ministrul Regatului Unit, Margaret Thatcher, Reagan a denunțat Uniunea Sovietică în termeni ideologici. Într-o celebră cuvântare ținută pe 8 iunie 1982 în fața Parlamentului Regatului Unit în Galeria Regală a Palatului Westminster, Reagan a spus: „marșul înainte al libertății și democrației va lăsa marxism–leninismul în mormanul de cenușă al istoriei⁠(d).” Pe 3 martie 1983, a prezis năruirea comunismului, declarând: „comunismul este un alt capitol trist și bizar al istoriei umane, ale cărui ultime pagini sunt scrise chiar acum.” Într-o cuvântare ținută în fața Asociației Naționale a Evanghelicilor⁠(d) pe 8 martie 1983, Reagan a numit Uniunea Sovietică „un imperiu al răului.”
După ce avioanele de luptă sovietice au doborât la 1 septembrie 1983 lângă Insula Moneron⁠(d) avionul sud-coreean ce efectua cursa KAL 007 care transporta 269 de oameni, între care și Larry McDonald⁠(d), membru al Congresului statului Georgia, Reagan a caracterizat fapta drept „masacru” și a declarat că sovieticii s-au întors „împotriva lumii și a preceptelor morale ce ghidează relațiile umane dintre oamenii de pretutindeni.” Administrația Reagan a răspuns acestui incident, suspendând toate legăturile aeriene între Statele Unite și URSS operate de compania sovietică de stat și denunțat câteva înțelegeri pe care le negociaseră cu sovieticii, sancționându-i financiar. Ca urmare a doborârii avionului și faptului că KAL 007 a luat-o pe o cale greșită din cauza unor imperfecțiuni legate de sistemul său de navigație, Reagan a anunțat pe 16 septembrie 1983, că Global Positioning System, odată finalizat, va deveni disponibil gratuit pentru utilizatorii civili pentru a evita erori similare de navigație pe viitor.

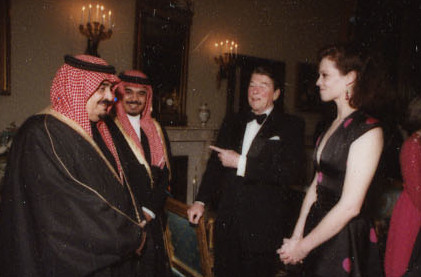
Reagan cu regele Fahd al Arabiei Saudite în 1985. SUA și Arabia Saudită au furnizat bani și arme luptătorilor anti-sovietici din Afganistan.

Conform unei politici care a devenit cunoscută ca doctrina Reagan, Reagan și administrația sa au furnizat, atât în secret cât și pe față, ajutoare pentru mișcările de rezistență anticomuniste în efortul de răsturnare⁠(d) (rollback) a guvernelor comuniste instaurate de sovietici în Africa, Asia și America Latină. Reagan a trimis Divizia pentru Activități Speciale⁠(d) a CIA în Afganistan și Pakistan. Ea a fost esențială în antrenarea, echiparea și conducerea forțelor de Mujahedini⁠(d) împotriva armatei sovietice. Programul de Acțiuni Acoperite al președintelui Reagan a avut meritul de a contribui la sfârșitul ocupației sovietice a Afganistanului, cu toate că unele dintre echipamentele militare ale SUA introduse acolo aveau mai târziu, în 2001, să devină o amenințare pentru trupele SUA, în timpul războiului din Afganistan de la începutul secolului al XXI-lea. Ca o ruptură față de politica lui Carter de a înarma Taiwanul, introdusă prin Taiwan Relations Act⁠(d), Reagan s-a înțeleges cu guvernul comunist al Chinei să reducă vânzarea de arme în Taiwan.
În martie 1983, Reagan a introdus Inițiativa Strategică de Apărare (SDI, Strategic Defense Initiative), un proiect defensiv ce avea drept scop folosirea de sisteme terestre și spațiale pentru a proteja Statele Unite de atacul rachetelor balistice nucleare. Reagan a considerat că acest scut defensiv poate face imposibil războiul nuclear. A existat multă neîncredere în jurul fezabilității științifice a programului, determinându-i pe adversari să poreclească SDI „Războiul Stelelor” și să susțină că obiectivul său tehnologic este irealizabil. Sovieticii au devenit îngrijorați de posibilele efecte pe care le-ar putea avea SDI; liderul URSS, Iuri Andropov a spus că aceasta ar putea pune „întreaga lume în primejdie.” Din aceste motive, David Gergen⁠(d), fost consilier al președintelui Reagan, consideră retrospectiv că SDI a accelerat sfârșitul Războiului Rece.
Criticii au etichetat politica externă a lui Reagan drept agresivă, imperialistă, numind-o „instigatoare la război”, deși era susținută de principalii conservatori americani care argumentau că este necesară protejarea intereselor de securitate națională a SUA. De asemenea, administrația Reagan a sprijinit lideri anticomuniști acuzați de grave încălcări ale drepturilor omului, precum Efraín Ríos Montt din Guatemala și Hissène Habré din Ciad, și l-a ajutat pe liderul iranian Ruhollah Khomeini să identifice și să elimine comuniștii din guvernul său.

#### Supravegherea
În baza unor îngrijorări privind siguranța națională, echipa de siguranță națională a președintelui a insistat să primească puteri sporite de supraveghere la începutul primului mandat al lui Reagan. Recomandările lor se bazau pe premisa că capacitatea seriviciilor de informații și contrainformații fusese slăbită de președinții Carter și Ford. La 4 decembrie 1981, Reagan a semnat ordinul executiv 12333. Acest decret prezidențial a mărit puterile comunității de informații a guvernului; a stabilit reguli pentru urmărirea cetățenilor americani, a rezidenților permanenți, și a oricărei persoane aflate în Statele Unite; el însărcina și pe procurorul general și pe alți oficiali să creeze și alte politici și proceduri despre ce anume pot agențiile de informații să rețină, să păstreze și să partajeze.

#### Războiul Civil din Liban

Reagan și prima doamnă își aduc omagiul celor 18 victime americane ale atacului din 18 aprilie asupra ambasadei SUA, efectuat de Hezbollah la Beirut, 1983

Cu aprobarea Congresului, Reagan a trimis forțe în Liban în 1983, pentru a reduce amenințarea Războiului Civil din Liban. Forțele pacificatoare americane din Beirut, parte a unei forțe multinaționale⁠(d) trimise în Războiul Civil din Liban, au fost atacate de 23 octombrie 1983. Bombardamentele asupra cazărmilor de la Beirut au omorât 241 militari și au rănit alți 60 cu un autovehicul-capcană. Reagan a trimis nava de luptă USS New Jersey⁠(en)[traduceți] pentru a bombarda pozițiile siriene din Liban. Apoi, a retras toți pușcașii marini din Liban.

#### Operațiunea Urgent Fury (Grenada)
Pe 25 octombrie 1983, Reagan a ordonat forțelor SUA să invadeze Grenada (acțiune cu numele de cod „Operațiunea Urgent Fury”), unde o lovitură de stat din 1979 instaurase un guvern marxist-leninist nealiniat. Un apel oficial din partea Organizației Statelor Est-Caraibiene (OECS) a determinat intervenția forțelor SUA; de asemenea, președintele Reagan a menționat o presupusă amenințare regională cauzată de concentrarea militară sovieto-cubaneză din Caraibe și preocuparea pentru siguranța a câtorva sute de studenți americani la medicină de la Universitatea St. George ca motive suficiente pentru invazie. Operațiunea Urgent Fury a fost prima operațiune militară majoră condusă de forțele SUA după Războiul din Vietnam, Statele Unite obținând victoria la câteva zile de la începerea luptelor, cu 19 soldați americani morți și 116 răniți. La mijlocul lui decembrie, după ce guvernatorul general a desemnat un nou guvern, forțele SUA s-au retras.

#### Campania prezidențială din 1984

Voturile electorilor pe state la prezidențialele din 1984. Reagan (roșu) a câștigat în fiecare stat, cu excepția statului natal al lui Mondale, Minnesota; de asemenea, Mondale a câștigat în districtul Columbia

Reagan a acceptat nominalizarea republicană în Dallas, Texas. A proclamat că este „dimineață din nou în America⁠(d),” referindu-se, printre altele, la economia ce se redresa și la performanțele superioare obținute de sportivii americani la Jocurile Olimpice de vară din 1984. A devenit primul președinte care a deschis o ediție a Jocurilor Olimpice desfășurată în Statele Unite.
Adversarul lui Reagan la alegerile prezidențiale din 1984 a fost fostul vicepreședinte Walter Mondale. Se puneau întrebări pe marginea vârstei sale, care, coroborată cu performanța slabă de la prima dezbatere prezidențială, au pus sub semnul întrebării abilitatea sa de a îndeplini îndatoririle de președinte în cadrul unui nou mandat. Comportamentul său vizibil confuz și distrat era evident pentru susținătorii săi; aceștia îl cunoșteau până atunci ca fiind inteligent și spiritual. S-a zvonit că are boala Alzheimer. Reagan a revenit în a doua dezbatere și a contestat îndoielile despre vârsta sa, spunând că „nu voi face din vârstă un subiect al acestei campanii. Nu mă duc să exploatez, pentru scopuri politice, tinerețea și lipsa de experiență a adversarului meu,” ceea ce a generat aplauze și râs, chiar din partea lui Mondale însuși.
În luna noiembrie a acelui an, Reagan a fost reales, învingând în 49 din 50 de state. Mondale nu a câștigat decât în statul său, Minnesota (cu o diferență de 3.800 voturi) și în Districtul Columbia. Reagan a câștigat un record de 525 voturi în colegiul electoral, mai multe decât orice candidat din istoria Statelor Unite și a primit 59% din votul popular, pe când Mondale - 41%.

### Al doilea mandat
Reagan a depus jurământul de președinte pentru a doua oară pe 20 ianuarie 1985, la o ceremonie privată la Casa Albă. Având 73 de ani, a fost cea mai în vârstă persoană care a intrat în al doilea mandat. Deoarece 20 ianuarie cădea într-o duminică, celebrarea publică nu s-a mai ținut, dar a avut loc la rotonda Capitoliului⁠(d) în ziua următoare. 21 ianuarie a avut recordul de a fi una dintre cele mai reci zile⁠(d) din Washington, D.C.; din cauza vremii rele, inaugurarea s-a ținut în interiorul Capitoliului. În săptămânile care au urmat, el și-a perturbat întrucâtva personalul, mutându-l pe șeful de cabinet de la Casa Albă James Baker la Secretariatul Trezoreriei și l-a numit pe secretarul de atunci al Trezoreriei, Donald Regan⁠(d), fost funcționar la Merrill Lynch, în funcția de șef de cabinet.
În 1985, Reagan a vizitat un cimitir militar german din Bitburg pentru a depune o coroană de flori împreună cu cancelarul german Helmut Kohl. S-a apreciat că în cimitir se aflau mormintele a 40 de membri ai Waffen-SS. Reagan a făcut o declarație în care i-a numit pe soldații naziști înmormântați în cimitir „victime”, termen care a stârnit rumoare, sub impresia că Reagan ar fi pus pe picior de egalitate oamenii de la SS cu victimele Holocaustului; Pat Buchanan, directorul de comunicații al lui Reagan, a susținut că președintele n-a echivalat membrii SS cu victimele Holocaustului, ci că îi consideră victime ale ideologiei naziste. Acum puternic îndemnat să anuleze vizita, președintele a răspuns că ar fi greșit să își încalce promisiunea pe care i-o făcuse cancelarului Kohl. În cele din urmă, a fost prezent la ceremonie, unde doi generali militari au depus o coroană de flori.

Dezintegrarea navetei spațiale Challenger pe 28 ianuarie 1986, a fost un moment critic în președinția lui Reagan. Toți cei șapte astronauți de la bord au murit. În noaptea dezastrului, Reagan a ținut un discurs, scris de Peggy Noonan⁠(d), în care a spus:
„Viitorul nu aparține inimilor slabe; aparține celor curajoase ... Niciodată nu-i vom uita, nici această dimineață nu este ultima oară când i-am văzut, deoarece s-au pregătit de călătorie și au făcut cu mâna și 'au scăpat de legăturile grele ale Pământului' pentru a 'atinge chipul lui Dumnezeu.'”
În 1988, aproape de sfârșitul războiului Iran-Irak, racheta teleghidată a vasului de război american USS Vincennes⁠(en)[traduceți] a doborât accidental Zborul 655 al Iran Air, omorând 290 de pasageri civili. Ulterior, incidentul a înrăutățit tensiunile deja existente din relațiile dintre Iran și Statele Unite.

#### Războiul împotriva drogurilor
Reagan a proclamat războiul împotriva drogurilor în 1982, ca răspuns la neliniștile legate de răspândirea epidemiei crack⁠(en)[traduceți]. Deși Nixon proclamase anterior războiul împotriva drogurilor, Reagan a susținut politici mai combative.
A afirmat că „drogurile ne-au amenințat societatea” și a promis să lupte pentru școli și locuri de muncă fără droguri, răspândirea tratamentului împotriva drogurilor, pedepsirea mai severă a încălcării legilor și eforturi mai intense pentru interzicerea drogurilor.
În 1986, Reagan a promulgat o lege cu sancțiuni anti-drog, care cerea alocarea a 1,7 miliarde de dolari din buget pentru finanțarea războiului împotriva drogurilor și specifica o pedeapsă minimă obligatorie pentru infracțiunile legate de droguri. Legea a fost criticată pentru că ar fi promovat disparități rasiale considerabile în rândul populației din închisori; de asemenea, criticii au susținut că politicile au făcut prea puțin pentru reducerea disponibilității drogurilor pe străzi, crescând în schimb povara financiară a Americii. Apărătorii efortului au punctat succese în reducerea ratei de utilizare a drogurilor în rândul adolescenților: folosirea marijuanei între liceenii din ultimul an a scăzut de la 33% în 1980 la 12% in 1991. Prima doamnă Nancy Reagan a făcut din războiul împotriva drogurilor prioritatea ei principală, fondând campania de conștientizare a pericolelor drogurilor „Just Say No”, care a urmărit să-i descurajeze pe copii și tineri de la a se angrena în utilizarea recreativă a drogurilor, oferind numeroase căi de a spune „nu”. Nancy Reagan a călătorit în 65 orașe și 33 state americane, pentru a crește nivelul de conștientizare a riscurilor drogurilor și alcoolului.

#### Reacție la epidemia de SIDA
Administrația Reagan a ignorat în bună măsură criza SIDA, care început să iasă la iveală în Statele Unite în 1981, în același an în care Reagan a intrat în funcție. Cercetarea bolii SIDA a suferit de o lipsă cronică de fonduri în timpul administrației Reagan, iar cererile de creștere a fondurilor din partea medicilor de la Centrul pentru Controlul Bolilor (CDC) erau refuzate constant. Până la sfârșitul primelor 12 luni de epidemie, când peste 1000 de oameni muriseră de SIDA în SUA, CDC cheltuise 1 milion de dolari pentru cercetarea bolii SIDA. În contrast, au fost folosite destule fonduri în eforturile CDC pentru oprirea bolii legionarilor după o erupție din 1976; CDC a cheltuit 9 milioane în lupta împotriva bolii legionarilor, cu toate că epidemia a provocat mai puțin de 50 de morți.
În perioada în care președintele Reagan a ținut prima sa cuvântare despre epidemie, la șase ani de la intrarea sa în funcție, 36.058 de americani fuseseră diagnosticați cu SIDA și 20.849 muriseră din cauza sa. La sfârșitul lui 1989, anul în care Reagan a părăsit funcția, 115.786 de oameni fuseseră diagnosticați cu SIDA în Statele Unite și peste 70.000 muriseră. S-a sugerat că ar fi murit mult mai puțini, atât atunci cât și în deceniile care au urmat, dacă administrația Reagan ar fi avut aceeași hotărâre în combaterea SIDA pe care a avut-o administrația Ford în lupta împotriva bolii legionarilor.

#### Bombardarea Libiei

Prim-ministrul britanic Margaret Thatcher (aici cu Reagan, în fața 10 Downing Street în iunie 1982, când Războiul Malvinelor se apropia de final) a permis SUA să folosească bazele aeriene britanice pentru a ataca Libia

Relațiile dintre Libia și Statele Unite sub președintele Reagan au fost mereu litigioase, începând cu incidentul din Golful Sidra⁠(d) din 1981; din 1982, liderul libian Muammar Gaddafi a fost considerat de CIA, împreună cu liderul URSS Leonid Brejnev și liderul cubanez Fidel Castro, parte a unui grup cunoscut ca „nesfânta treime” și a fost etichetat ca „dușmanul nostru public internațional numărul unu” de un oficial CIA. Aceste tensiuni au reizbucnit la începutul lui aprilie 1986, când o bombă a explodat în 1986 într-o discotecă din Berlinul de Vest⁠(d), având ca rezultat rănirea a 63 de oameni din personalul militar american și moartea unui militar. Afirmând că sunt „dovezi irefutabile” că Libia a dirijat „atentatul terorist cu bombă”, Reagan a autorizat folosirea forței împotriva acestei țări. Seara târziu, pe 15 aprilie 1986, Statele Unite au lansat o serie de atacuri aeriene asupra unor ținte terestre din Libia.
Primul ministru britanic Margaret Thatcher a permis Forțelor Aeriene ale SUA să folosească bazele aeriene britanice pentru a lansa atacul, pe temeiul că Regatul Unit susține dreptul Americii la autoapărare, potrivit art. 51 din Carta Organizației Națiunilor Unite. Atacul a fost gândit să oprească „abilitatea” lui Gaddafi „de a exporta terorism”, oferindu-i „imbolduri și motive pentru a-și schimba comportamentul criminal.” Președintele s-a adresat națiunii din Biroul Oval după ce au început atacurile, declarând: „când cetățenii noștri sunt atacați sau abuzați oriunde în lume la ordinele directe ale regimurilor ostile, vom răspunde atâta timp cât sunt eu în această funcție.” Atacul a fost blamat de multe țări. Cu un vot de 79 pro, 28 contra și 33 abțineri, Adunarea Generală a Națiunilor Unite a adoptat rezoluția 41/38 care „condamnă atacul militar comis împotriva Jamihiriei Socialiste Populare Arabe Libiene pe 15 aprilie 1986, ceea ce constituie o violare a Cartei Națiunilor Unite și a dreptului internațional.”

#### Imigrația
Reagan a promulgat Legea de Reformă și Control al Imigrației⁠(d) din 1986. Legea interzicea acum angajarea sau recrutarea cu bună știință de imigranți ilegali⁠(d), a cerut patronilor să ateste statutul de imigrant al angajaților și a amnistiat aproximativ trei milioane de imigranți ilegali care au intrat în Statele Unite înainte de 1 ianuarie 1982 și au locuit continuu în țară. Criticii susțin că sancțiunile aplicate patronilor erau slabe și n-au reușit să oprească imigrația ilegală. La semnarea actului, la o ceremonie ce a avut loc lângă recent renovata Statuie a Libertății, Reagan a spus: „prevederile legiferate în această lege vor ajuta mult la îmbunătățirea vieților unei clase de indivizi care acum nu mai trebuie să se ascundă în umbre, fără acces la multele beneficii ale unei societăți libere și deschise. Foarte curând, mulți dintre acești bărbați și femei vor putea să iasă la lumină și, în cele din urmă, dacă vor dori, vor deveni americani.” Reagan a mai zis: „programul de sancțiuni pentru patroni este fundamentul și elementul major. Va elimina imboldurile pentru imigrație ilegală prin eliminarea oportunităților de muncă care-i atrag pe imigranții ilegali aici.”

#### Afacerea Iran–Contra

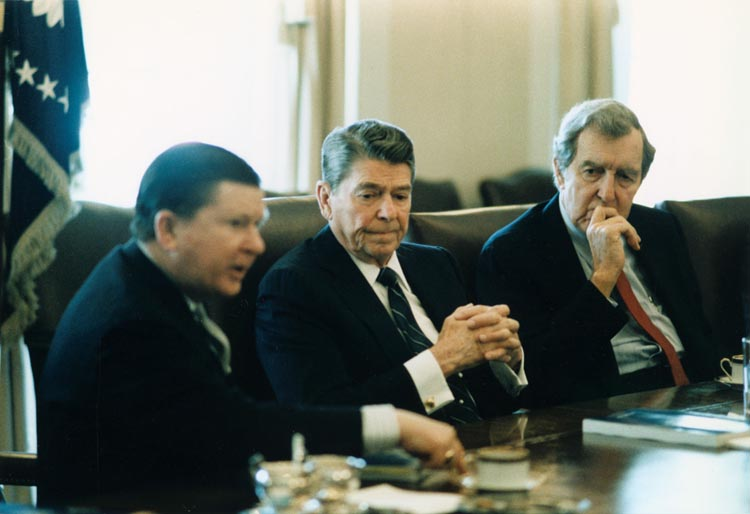
Reagan (centru) primește raportul Comisiei Tower cu privire la afacerea Iran-Contra în Camera de Cabinet, unde se află (stânga) și Edmund Muskie (dreapta)

În 1986, afacerea Iran–Contra a devenit o problemă pentru administrație ce a rezultat din utilizarea câștigurilor obținute din vânzările secrete de arme pentru Iran în timpul războiului Iran-Irak pentru finanțarea rebelilor Contras⁠(d) care luptau împotriva guvernului în Nicaragua⁠(en)[traduceți], finanțare interzisă de Congres prin lege. Afacerea a devenit un scandal politic⁠(d) în Statele Unite în anii 1980. Curtea Internațională de Justiție, a cărei competență de a decide asupra acestui caz a fost contestată de Statele Unite, a hotărât că Statele Unite au încălcat dreptul internațional și au tratatele cu Nicaragua în mai multe moduri.
Președintele Reagan a declarat că era nu știa nimic despre această acțiune. El a demarat o anchetă proprie și a desemnat doi republicani și un democrat (John Tower⁠(d), Brent Scowcroft⁠(d) și Edmund Muskie, cunoscuți ca „Comisia Tower”) să ancheteze scandalul. Comisia n-a putut găsi dovezi directe că Reagan știa anterior de program, dar l-a criticat pentru că nu se ocupa de gestiunea personalului, ceea ce a făcut posibilă deturnarea de fonduri. Un raport separat al Congresului a concluzionat că „[chiar] dacă președintele nu știa ce fac consilierii săi de securitate națională,” trebuia să știe. Popularitatea lui Reagan a scăzut de la 67% la 46% în mai puțin de o săptămână, cel mai mare și mai rapid declin pe care l-a avut vreodată un președinte. De pe urma scandalului, paisprezece membri ai personalului lui Reagan au fost urmăriți penal și unsprezece au fost condamnați.
Mulți central-americani îl critică pe Reagan pentru susținerea grupării Contras, numindu-l zelot anticomunist, orb față de încălcarea drepturilor omului, pe când alții spun că „a salvat America Centrală”. Daniel Ortega, sandinist și președinte al Nicaraguei, a spus că speră că Dumnezeu îl va ierta pe Reagan pentru „războiul murdar împotriva Nicaraguei.”

#### Sfârșitul Războiului Rece

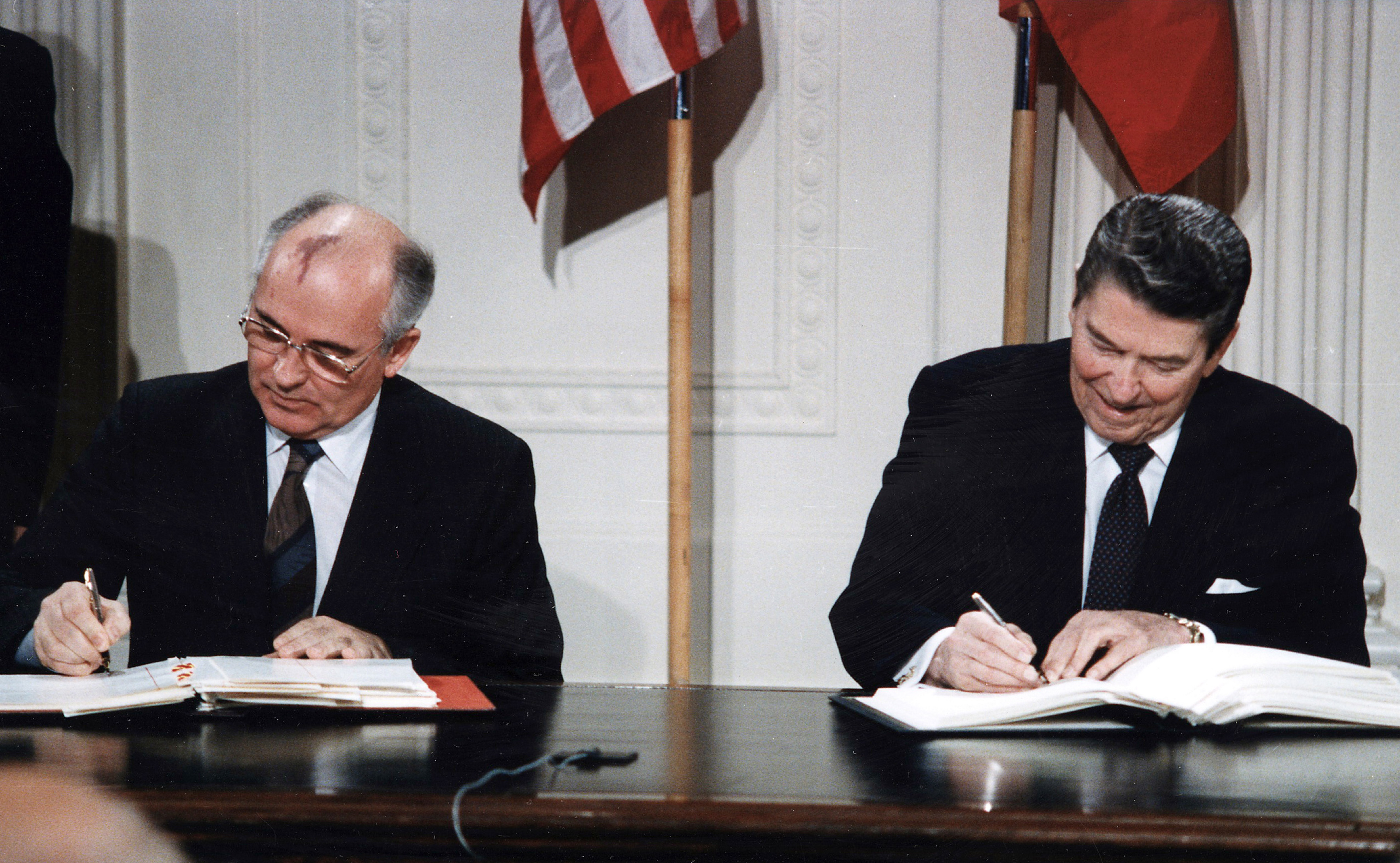
Gorbaciov și Reagan semnează la Casa Albă, 1987

Până la începutul anilor 1980, Statele Unite se bazaseră pe superioritatea calitativă a armelor lor, în principal pentru a-i speria pe sovietici, dar acest decalaj s-a diminuat. Cu toate că Uniunea Sovietică n-a accelerat cheltuielile militare după sporul militar american din timpul președintelui Reagan, cheltuielile militare mari, în combinație cu agricultura colectivizată și ineficienta economie planificată, erau o povară grea pentru economia sovietică. În același timp, Arabia Saudită a crescut producția de petrol, de unde a rezultat o scădere a prețurilor petrolului în 1985 la o treime față de nivelul precedent; petrolul era sursa principală a sovieticilor de venituri din export. Acești factori au determinat stagnarea economiei sovietice în timpul conducerii lui Gorbaciov.
Reagan a recunoscut schimbarea de direcție a conducerii sovietice din timpul lui Mihail Gorbaciov și a trecut la diplomație, având viziunea de a-l încuraja pe liderul sovietic să urmărească îndeplinirea unor acorduri substanțiale legate de armament. Misiunea personală a lui Reagan a fost de a realiza „o lume fără arme nucleare,” pe care le vedea „total iraționale, total inumane, bune de nimic decât de ucis, cu potențialul de distrugere a vieții pe pământ și a civilizației.” A început discuțiile privind dezarmarea nucleară cu secretarul general sovietic Gorbaciov. Gorbaciov și Reagan au ținut patru conferințe summituri între 1985 și 1988: prima⁠(d) la Geneva, a doua⁠(d) la Reykjavík, a treia la Washington, D.C. și a patra la Moscova. Reagan considera că dacă i-ar putea determina pe sovietici să permită mai multă democrație și libertate a cuvântului, aceasta va duce la reformă și sfârșitul comunismului.

Provocându-l pe Gorbaciov: „dărâmați acest zid!” - la Poarta Brandenburg (12 iunie 1987)

Ținând o cuvântare la Zidul Berlinului pe 12 iunie 1987, Reagan l-a provocat pe Gorbaciov să meargă mai departe, spunând „domnule secretar Gorbaciov, dacă doriți pace, dacă doriți prosperitate pentru Uniunea Sovietică și Europa de Est, dacă doriți liberalizare, veniți la această poartă! Domnule Gorbaciov, deschideți această poartă! domnule Gorbaciov, dărâmați acest zid!”
Înainte ca Gorbaciov să viziteze Washington, D.C., pentru cel de-al treilea summit din 1987, liderul sovietic și-a anunțat intenția de a urmări convenirea unor acorduri importante pe tema armelor. Sincronizarea anunțului i-a făcut pe dipolomații occidentali să susțină că Gorbaciov a oferit concesii majore Statelor Unite la nivel de forțe convenționale, arme nucleare și politică, în Europa de Est. El și Reagan au semnat Tratatul INF⁠(d) la Casa Albă, care a înlăturat o categorie întreagă de arme nucleare. Cei doi lideri au fixat un cadru pentru Tratatul Strategic de Reducere a Armelor, sau START I; Reagan a insistat ca numele tratatului să fie schimbat din Strategic Arms Limitation Talks în Strategic Arms Reduction Talks.
Când Reagan a vizitat Moscova pentru al patrulea summit în 1988, a fost văzut ca o celebritate de către sovietici. Un jurnalist l-a întrebat pe președinte dacă încă consideră Uniunea Sovietică imperiul răului. „Nu,” a răspuns, „vorbisem despre un alt timp, o altă epocă.” La cererea lui Gorbaciov, Reagan a ținut o cuvântare despre piața liberă la Universitatea de Stat din Moscova. În autobiografia sa, O viață americană, Reagan și-a exprimat optimismul cu privire la noua direcție pe care ei au schițat-o și sentimentele sale călduroase pentru Gorbaciov. În noiembrie 1989, la zece luni după ce Reagan a părăsit funcția, Zidul Berlinului a căzut, Războiul Rece a fost declarat neoficial terminat la Summitul din Malta pe 3 decembrie 1989, iar doi ani mai târziu, Uniunea Sovietică s-a destrămat.

### Sănătatea
La începutul președinției sale, Reagan a început să poarte un aparat auditiv avansat tehnologic, făcut la comandă, purtat la început în urechea sa dreaptă iar mai târziu și în urechea stângă. Decizia sa de a merge în public în 1983 purtând micul său aparat auditiv a sprijinit vânzările unor asemenea aparate.
Pe 13 iulie 1985, Reagan a suferit o intervenție chirurgicală la Spitalul Naval Bethesda pentru a eliminarea unor polipi⁠(d) canceroși din colon. A delegat puterile prezidențiale vicepreședintelui pentru opt ore printr-o procedură similară cu cea descrisă în al 25-lea Amendament⁠(d), pe care a evitat însă să-l invoce. Intervenția chirurgicală a durat doar trei ore și a avut succes. Reagan și-a reluat puterile prezidențiale mai târziu în acea zi. În luna august a acelui an, a suferit o opreație de eliminare a celulelor maligne de pe pielea nasului. În octombrie, pe nas i s-au găsit alte celule maligne, și au fost eliminate.
În ianuarie 1987, Reagan a suferit o intervenție chirurgicală la prostata mărită, care a produs ulterior neliniști cu privire la sănătatea lui. Nu s-a constatat nicio creștere malignă și în timpul operației nu fost anesteziat total. În luna iulie a acelui an, având 76 de ani, a suferit o a treia operație pentru cancer la piele la nas.
Pe 7 ianuarie 1989, Reagan a suferit o intervenție chirurgicală la Walter Reed Army Medical Center⁠(d) pentru a se videca de boala Dupuytren⁠(d) a degetului inelar al mâinii stângi. Intervenția a durat mai mult de trei ore și a fost efectuată sub anestezie locală.

### Sistemul judecătoresc
În timpul campaniei din 1980, Reagan și-a dat cuvântul că, dacă va avea ocazia, va desemna prima femeie la Curtea Supremă de Justiție. Această oportunitate a venit în primul an de președinție, când a nominalizat-o pe Sandra Day O'Connor să ocupe postul devenit vacant în urma retragerii judecătorului Potter Stewart⁠(d). În timpul celui de-al doilea mandat, Reagan l-a desemnat pe William Rehnquist⁠(d) în locul Warren E. Burger⁠(d) ca șef al Curții Supreme de Justiție și l-a desemnat pe Antonin Scalia în locul lăsat liber de Rhnquist. Reagan l-a nominalizat pe juristul conservator Robert Bork pentru Curtea Supremă în 1987. Senatorul Ted Kennedy, democrat din Massachusetts, l-a contestat vehement pe Bork și a urmat o mare dispută. Nominalizarea lui Bork a fost respinsă cu 58–42. În această situație, Reagan l-a nominalizat pe Douglas Ginsburg⁠(d), dar Ginsburg și-a retras candidatura după ce a recunoscut că a consumat marijuana în timpul facultății. Anthony Kennedy⁠(d) a fost în cele din urmă confirmat în locul lui. Pe lângă numirile sale la Curtea Supremă, Reagan a desemnat 83 de judecători la Curtea de Apel a Statelor Unite⁠(d) și 290 de judecători la curțile districtuale ale Statelor Unite⁠(d).
Reagan l-a nominalizat și pe Vaughn Walker⁠(d), despre care s-a dezvăluit ulterior că a fost primul judecător federal gay cunoscut, pentru Tribunalul Districtual al Statelor Unite pentru Districtul Central al Californiei⁠(d). Oricum, nominalizarea a fost respinsă de Senat, și Walker n-a fost confirmat până a fost renominalizat de succesorul lui Reagan, George H. W. Bush.
Pe la începutul președinției sale, Reagan l-a desemnat pe Clarence M. Pendleton Jr.⁠(d) din San Diego ca primul afro-american care se află în fruntea Comisiei Drepturilor Omului din Statele Unite⁠(d). Pendleton a încercat să conducă comisia într-o direcție conservoare, în linie cu viziunile lui Reagan despre politica socială și a drepturilor omului, în timpul exercității funcției, din 1981 până la moartea sa subită din 1988. Curând, Pendleton a stârnit furia multor avocați ai drepturilor omului și feminiști, atunci când a ridiculizat propunerea pentru salarii egale ca fiind „Looney Tunes”.
În 1984, Reagan a comutat sentința de 18 ani de închisoare dată fostului comisar pentru agricultură și sivicultură al statului Louisiana⁠(d) Gil Dozier⁠(d), democrat din Baton Rouge, la pedeapsa deja executată, pentru încălcarea Legii Hobbs⁠(d) și a legilor Racketeer Influenced and Corrupt Organizations⁠(d). Pe 23 septembrie 1980, Tribunalul Statelor Unite pentru Districtul Central al Lousianei⁠(d) îl condamnase pe Dozier pentru șantaj și escrocherie, atunci când a determinat companiile care lucrau cu departamentul său să contribuie financiar la campania sa electorală. Reagan a considerat că pedeapsa de 18 ani este excesivă în comparație cu alți politicieni care au fost pedepsiți pentru fapte asemănătoare.

## Post-președinție (1989–2004)

### Discursuri publice

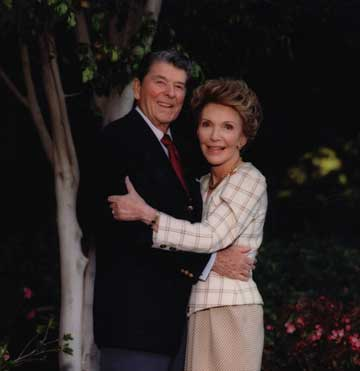
În Los Angeles, după părăsirea Casei Albe, începutul anilor 1990

După părăsirea funcției în 1989, familia Reagan a cumpărat o casă în Bel Air, Los Angeles⁠(d), pe lângă ferma familiei Reagan⁠(d) din Santa Barbara. Ei frecventau regulat biserica din Bel Air⁠(d) și ocazional au ieșit în public ca reprezentanți ai Partidului Republican; Reagan a ținut un discurs care a fost bine primit, la Convenția Națională Republicană din 1992⁠(d). Anterior, pe 4 noiembrie 1991, Biblioteca Prezidențială Ronald Reagan⁠(d) a fost inaugurată și deschisă publicului. La ceremonia de inaugurare, au fost prezenți cinci președinți, precum și șase prime doamne, fiind prima dată când cinci președinți s-au adunat în același loc. Reagan a continuat să vorbească public în favoarea unui veto parțial⁠(d), a Legii Brady⁠(d), a unui amendament constituțional care să ceară un buget echilibrat⁠(d) și abrogării celui de al 22-lea Amendament⁠(d), care împiedica pe orice persoană să fie președinte pe mai mult de două mandate. În 1992, Reagan a instituit Premiul Ronald Reagan pentru Libertate⁠(d) odată cu noua Fundație Prezidențială Ronald Reagan. Discursul său public final a avut loc pe 3 februarie 1994, în timpul unui omagiu dedicat lui la Washington, D.C., iar ultima sa apariție publică majoră a fost la înmormântarea⁠(d) lui Richard Nixon pe 27 aprilie 1994.

### Atacul
Pe 13 aprilie 1992, Reagan a fost atacat de un protestatar anti-nuclear în timpul unei cuvântări, în timp ce primea un premiu din partea National Association of Broadcasters⁠(d) la Las Vegas. Protestarul, în vârstă de 41 de ani, pe nume Richard Paul Springer, a spart o statuie de cristal de 60 cm și 13,5 kg în formă de vultur pe care reprezențanții asociației i-au dat-o fostului președinte. Cioburi de sticlă l-au atins pe Reagan, dar nu l-au rănit. Folosindu-se de acreditări media, Springer intenționa să facă un anunț despre testul secret al armelor nucleare din deșertul Nevada din următoarea zi. Springer era fondatorul unui grup anti-nuclear pe nume 100th Monkey. După ce a fost arestat pentru atacarea unui ofițer de poliție, un purtător de cuvânt al Serviciilor Secrete n-a putut explica cum a trecut de agenții federali care îl păzeau permanent pe Reagan. Mai târziu, Springer a pledat vinovat pentru reducerea pedepsei și a spus că n-a dorit să-l rănească pe Reagan prin acțiunile sale. A pledat vinovat la acuzația de contravenție federală de obstrucționare a Serviciilor Secrete, dar nu a mai fost urmărit penal pentru fapte de violență, atac și rezistență în fața ofițerilor.

### Boala Alzheimer

#### Anunțul și reacția: 1994
În august 1994, la vârsta de 83 de ani, Reagan a fost diagnosticat cu boala Alzheimer, o tulburare neurologică incurabilă care distruge celulele creierului și în cele din urmă provoacă moartea. În noiembrie, a informat națiunea printr-o scrisoare scrisă de mână, în care scrie printre altele:
„Mi s-a comunicat recent că sunt unul dintre milioanele de americani care vor fi afectați de boala Alzheimer ... Pentru moment, mă simt destul de bine. Intenționez să trăiesc restul anilor pe care Dumnezeu mi-i dă pe acest pământ, făcând lucrurile pe care întotdeauna le-am făcut ... Acum încep călătoria care mă va duce la apusul vieții mele. Știu că pentru America, vor fi mereu niște zori luminoși în față. Mulțumesc, prietenii mei. Fie ca Dumnezeu să vă binecuvânteze mereu.”
După ce a fost diagnosticat, la reședința sa din California au început să curgă scrisori de susținere din partea publicului.

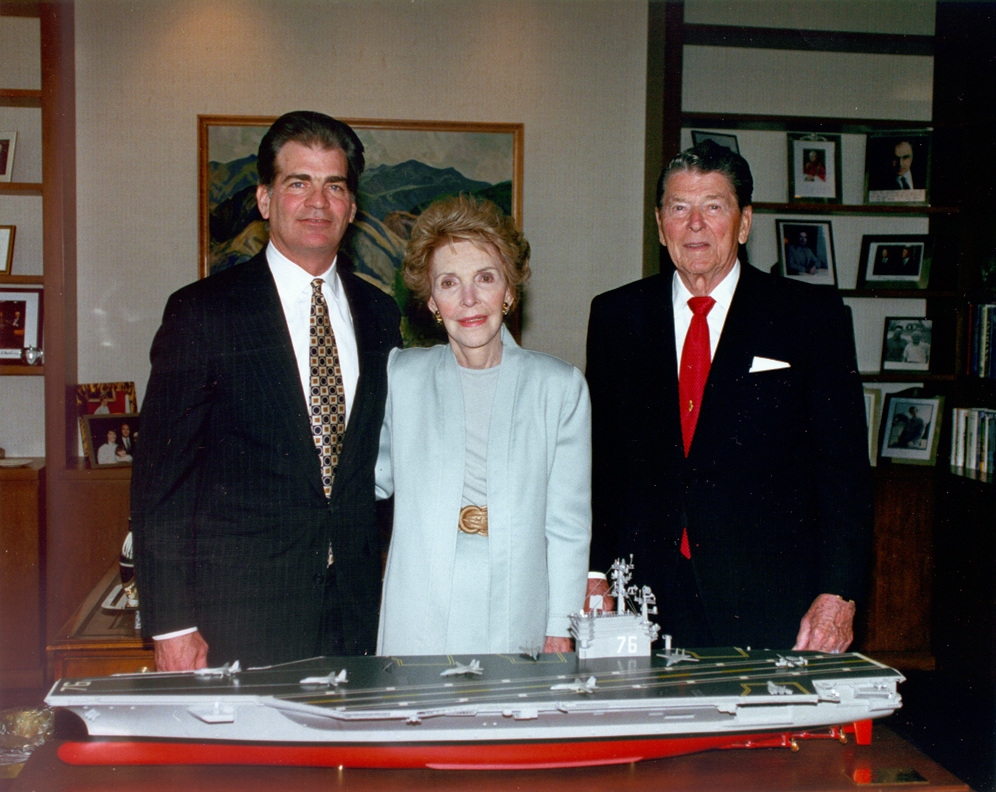
Reaganii cu un model de, mai 1996. La stânga este șeful

Dar au fost și speculații cu privire la momentul când Reagan a arătat simptome de degenerare mentală. La scurt timp după tentativa de asasinare a lui Ronald Reagan⁠(d), la o recepție a primarilor în 1981, Reagan l-a salutat pe secretarul pentru locuințe și dezvoltare urbană⁠(d) Samuel Pierce⁠(d), spunându-i „ce mai faceți, dle primar? cum stau lucrurile în orașul dvs?” Fosta corespondentă a CBS la Casa Albă, Lesley Stahl⁠(d), povestea că, la ultima ei întâlnire cu președintele din 1986, Reagan nu părea să știe cine era ea, motiv pentru care era aproape de a semnala că Reagan este senil, dar la sfârșitul întâlnirii, Reagan și-a redobândit vigilența. Oricum, Dr. Lawrence K. Altman, medic angajat ca reporter pentru The New York Times, a remarcat că „granița dintre simpla uitare și începutul Alzheimerului poate fi neclară,” și toți cei patru doctori ai lui Reagan de la Casa Albă au spus că n-au observat semne de Alzheimer cât timp era președinte. Dr. John E. Hutton, principalul medic al lui Reagan din 1984 până în 1989, a spus că președinte „categoric” n-a „arătat niciun semn de demență sau Alzheimer”. Fostul său șef al Cabinetului, James Baker, considera „ridicolă” ideea că Reagan dormea în timpul ședințelor cabinetului. Alți membri ai Cabinetului, foști asistenți și prieteni au spus că n-au văzut niciun indiciu de Alzheimer când era președinte. Reagan a avut ocazional lapsusuri de memorie, mai ales în ce privește numele persoanelor. Doctorii lui Reagan spun că el a început să manifeste simptome clare de boală abia la sfârșitul lui 1992 sau în 1993, la câțiva ani după ce a părăsit funcția. De exemplu, Reagan a repetat un toast adresat lui Margaret Thatcher, cu gesturi și cuvinte identice, la petrecerea celei de-a 82-a zile de naștere, pe 6 februarie 1993.
Mai mult, Reagan a suferit un traumatism la cap în iulie 1989, care a fost diagnosticat abia după cinci ani. După ce a căzut de pe un cal în Mexic, s-a constatat un hematom subdural⁠(d) și a fost tratat prin operație mai târziu în acel an. Nancy Reagan, pomenind de ceea ce i-au spus doctorii, a afirmat că acea cădere a soțului ei din 1989 a grăbit debutul bolii Alzheimer, deși nu s-a dovedit că leziunea acută a creierului accelerează Alzheimer sau demența. Daniel Ruge, fost doctor al lui Reagan, a spus că este posibil, dar nu sigur, ca accidentul cu calul să fi afectat cursul memoriei lui Reagan.

#### Avansarea: 1994–2004
Odată cu trecerea anilor, boala distrugea încet capacitatea mentală a lui Reagan. La un moment dat, nu mai putea să recunoască decât câțiva oameni, între care pe soția sa, Nancy. A rămas energic, totuși; făcea plimbări prin parcurile de lângă casă și pe plaje, juca golf regulat și până în 1999 a vizitat frecvent biroul său din Century City⁠(d), aflat în apropiere.
Reagan a căzut în casa sa din Bel Air pe 13 ianuarie 2001, incident în urma căruia a suferit o fractură de șold. Fractura a fost tratată în ziua următoare și Reagan, în vârstă de 89 de ani, s-a întors acasă mai târziu în acea săpătămână, deși acolo a făcut ședințe grele și îndelungate de fizioterapie. Pe 6 februarie 2001, Reagan a atins vârsta de 90 de ani, devenind al treilea fost președinte care să ajungă la această vârstă (ceilalți doi fiind John Adams și Herbert Hoover, Gerald Ford, George H. W. Bush și Jimmy Carter atingând 90 de ani mai târziu). Aparițiile publice ale lui Reagan au devenit mult mai rare odată cu progresul bolii și ca urmare, familia a hotărât ca el să trăiască într-o semi-izolare liniștită cu soția sa Nancy. Nancy Reagan i-a spus lui Larry King de la CNN în 2001 că foarte puțini vizitatori primesc permisiunea de a-l vedea pe soțul ei pentru că ea simte că „Ronnie ar vrea ca oamenii să-și aducă aminte de el așa cum a fost.” După moartea soțului său, Nancy Reagan a devenit susținătoare al cercetării celulelor stem, cerând insistent Congresului și președintelui George W. Bush să susțină finanțarea federală a cercetării celulelor stem embrionare, idee respinsă de Bush. În 2009, l-a lăudat pe președintele Barack Obama pentru ridicarea restricțiilor date acestor cercetări. Nancy Reagan a spus că ea crede că acestea ar putea duce la vindecarea bolii Alzheimer.

## Moartea și înmormântarea

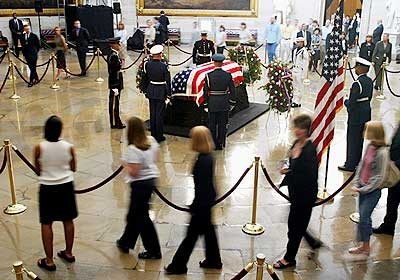
Coșciugul lui Reagan, expus în rotonda Capitoliului

Reagan a murit de pneumonie, complicată de boala Alzheimer, în casa sa din cartierul Bel Air⁠(d) din Los Angeles, California, în după-amiaza zilei de 5 iunie 2004. La scurt timp după moartea sa, Nancy Reagan a făcut o declarație în care a spus: „eu și familia mea am dori ca lumea să știe că președintele Reagan a murit după 10 ani de Alzheimer, la vârsta de 93 de ani. Apreciem rugăciunile tuturor.” Președintele George W. Bush a declarat 11 iunie zi de doliu național, iar președintelui decedat i s-au adus omagii din toată lumea. Trupul lui Reagan a fost depus la casa funerară din Santa Monica, California, mai târziu în acea zi, unde publicul și-a adus omagiul, punând flori și steaguri americane pe iarbă. Pe 7 iunie, rămășițele au fost duse la Biblioteca Prezidențială Ronald Reagan⁠(d), unde s-a ținut o scurtă ceremonie funerară de familie, condusă de pastorul Michael Wenning⁠(d). Trupul său a stat în holul bibliotecii până pe 9 iunie; peste 100.000 de oameni au văzut sicriul.
Pe 9 iunie, rămășițele lui Reagan au fost duse cu avionul la Washington, D.C. unde Reagan a devenit al zecelea președinte al SUA care a fost depus acolo după moarte; în treizeci și patru de ore, 104.684 de oameni au trecut pe lângă sicriu.
Pe 11 iunie, o ceremonie oficială de înmormântare a avut loc la Catedrala Națională din Washington și a fost prezidată de președintele George W. Bush. Au ținut cuvântări fostul prim-ministru britanic Margaret Thatcher, fostul prim-ministru canadian Brian Mulroney⁠(d), fostul președinte George H. W. Bush și președintele de atunci George W. Bush. De asemenea, au fost prezenți Mihail Gorbaciov, și mulți lideri ai lumii, inclusiv prim-ministrul britanic Tony Blair, prințul Charles, care a reprezentat-o pe mama sa, regina Elisabeta a II-a, cancelarul german Gerhard Schröder, prim-ministrul italian Silvio Berlusconi și președinții interimari Hamid Karzai al Afganistanului și Ghazi al-Yawer⁠(d) al Irakului.
După ceremonie, anturajul lui Reagan a zburat înapoi la Biblioteca Prezidențială din Simi Valley, California, unde a avut loc o altă slujbă, iar președintele Reagan a fost înhumat. Când a murit, Reagan era cel mai longeviv președinte din istoria SUA, trăind 93 de ani și 120 de zile (cu 2 ani, 8 luni și 23 de zile mai mult decât John Adams, căruia i-a depășit recordul). Este în prezent al patrulea cel mai longeviv președinte, după Jimmy Carter, George H. W. Bush și Gerald Ford. A fost primul președinte al SUA care a murit în secolul al XXI-lea și primul președinte american care a avut o ceremonie funerară de stat de la cea a lui Lyndon B. Johnson din 1973. La locul de înmormântare sunt gravate cuvintele pe care le-a spus la deschiderea Bibliotecii Prezidențiale Ronald Reagan: „Știu în inima mea că omul este bun, că ceea ce este drept va triumfa până la urmă mereu și că este scop și valoare în orice viață.”

## Moștenirea
De când Reagan a părăsit funcția în 1989, au avut loc discuții consistente între intelectuali, istorici și publicul general cu privire la moștenirea sa. Susținătorii săi au punctat o economie mai eficientă și mai prosperă ca rezultat a politicilor economice ale lui Reagan, triumfuri în politica externă, inclusiv sfârșitul pașnic al Războiului Rece și restaurarea mândriei și moralului american. Susținătorii afirmă și că Reagan a repus pe picioare credința în visul american cu iubirea sa nepotolită și înflăcărată pentru Statele Unite, după un declin al încrederii și respectului de sine american din timpul conducerii percepute drept slabe a lui Jimmy Carter, fiind vorba mai ales de criza ostaticilor din Iran⁠(d), precum și de perspectiva sumbră și tristă a acestuia asupra viitorului Statelor Unite în timpul alegerilor din 1980. Criticii susțin că politicile economice ale lui Reagan au avut ca rezultat creșterea deficitului bugetar, o mai mare inegalitate economică și creșterea numărului persoanelor fără adăpost și că afacerea Iran–Contra a diminuat credibilitatea SUA.
Opiniile cu privire la moștenirea lui Reagan în rândul politicienilor și jurnaliștilor importanți variază și ele. Edwin Feulner, președinte al Fundației Heritage⁠(d), a spus că Reagan „a ajutat la crearea unei lumi mai sigure și mai libere” și a spus despre politicile sale economice: „A preluat o Americă ce suferea de 'indispoziție'... și i-a făcut pe cetățenii ei să creadă din nou în destinul lor.” Însă, Mark Weisbrot⁠(d), co-director al Center for Economic and Policy Research⁠(d), a susținut că „politicile economice [ale lui Reagan] au fost în mare parte un eșec” pe când Howard Kurtz⁠(d) de la The Washington Post a opinat că Reagan a fost „o figură cu multa mai controversată în vremea sa decât ar sugera necroloagele în mare măsură debordante de la televiziune.”
Cu toată dezbaterea continuă pe tema moștenirii sale, mulți intelectuali conservatori și liberali sunt de acord că Reagan a fost cel mai influent președinte de la Franklin D. Roosevelt încoace, lăsându-și amprenta asupra politicii, diplomației, culturii și economiei americane prin comunicare eficace, patriotism dedicat și compromis pragmatic. După părăsirea funcției, istoricii au ajuns la un consens, rezumat de istoricul britanic M. J. Heale, care constată că savanții sunt în prezent de acord că Reagan a reabilitat conservatorismul, a întors națiunea spre dreapta, a practicat un conservatorism destul de pragmatic care a echilibrat doctrina și constrângerile politicii, a renăscut credința în președinție și în excepționalismul american⁠(d) și a contribuit la victoria în Războiul Rece.

### Războiul Rece

Președintele Reagan și secretarul general Gorbaciov la o întâlnire, 1985

Războiul Rece a fost o mare încercare politică, economică și militară timp de peste patru decenii, dar confruntarea dintre cele două superputeri a scăzut dramatic până la sfârșitul președinției lui Reagan. Semnificația rolului lui Reagan în terminarea Războiului Rece a dus la discuții aprige în contradictoriu. Asupra faptului că Reagan a jucat un rol prin care a contribuit la căderea Uniunii Sovietice există consens, dar măsura acestui rol este mereu dezbătută, mulți considerând că politicile defensive, economice și militare ale lui Reagan și retorica intransigentă împotriva Uniunii Sovietice și a comunismului, precum și summiturile cu Secretarul General Gorbaciov au jucat un rol semnificativ în terminarea Războiului Rece.

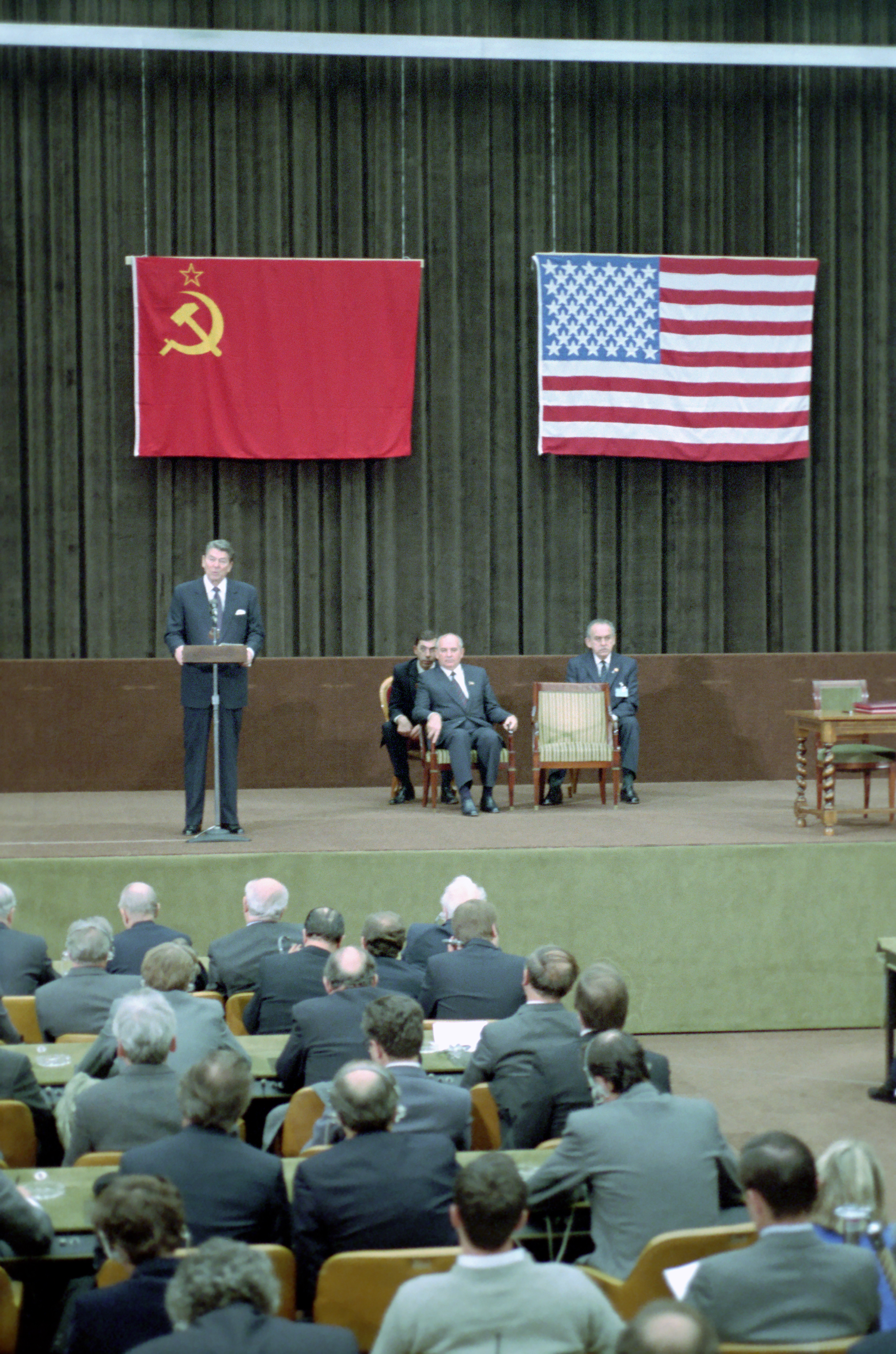
Președintele Reagan și Mihail Gorbaciov la din 1985

A fost primul dintre președinții postbelici care a pus în practică ideea că Uniunea Sovietică poate fi învinsă și nu că trebuie negociat cu ea, o strategie post-destindere, convingere ce a fost susținută de Ghenadi Gherasimov⁠(d), purtătorul de cuvânt al Ministerului de Externe sub Gorbaciov, care a spus că Inițiativa Strategică de Apărare a fost un „șantaj foarte reușit. ... Economia sovietică nu putea îndura o asemenea competiție.” Retorica energică a lui Reagan față de Uniunea Sovietică a avut efecte mixte; Jeffery W. Knopf observă că a fi etichetat „rău” probabil că n-a avut efect asupra sovieticilor, dar i-a încurajat pe cetățenii est-europeni să se opună comunismului.
Secretarul general Gorbaciov a spus despre rolul fostului său rival în Războiul Rece: „[El a fost] un om care a fost indispensabil pentru ducerea la sfârșit a Războiului Rece” și l-a apreciat drept „un mare președinte.” Gorbaciov n-a recunoscut o victorie sau o înfrângere în război, ci mai degrabă un sfârșit pașnic; a zis că n-a fost intimidat de retorica dură a lui Reagan. Margaret Thatcher, fost prim-ministru al Regatului Unit, a spus despre Reagan: „el a avertizat că Uniunea Sovietică avea un mers nesățios după putere militară... dar de asemenea a simțit că este devorată de eșecuri sistemice imposibil de îndreptat.” Ea a afirmat mai târziu că „Ronald Reagan are, mai mult decât orice alt lider, meritul de a fi câștigat Războiul Rece și a făcut-o fără să tragă vreun foc de armă.” Brian Mulroney⁠(d), fost prim-ministru al Canadei, a spus: „El intră în istorie ca un actor puternic și dramatic [în Războiul Rece].” Fostul președinte al Poloniei Lech Wałęsa a recunoscut că „Reagan a fost unul dintre liderii mondiali care avut o contribuție majoră la căderea comunismului.” Se afirmă în egală măsură și că Reagan a avut o influență mică sau inexistentă în terminarea Războiului Rece, că slăbiciunea internă a comunismului a devenit evidentă și Uniunea Sovietică ar fi căzut oricum în cele din urmă, indiferent de cine era la putere. Politica de restrângere a președintelui Harry S. Truman este și ea privită ca o forță în spatele căderii URSS, iar invazia sovietică în Afganistan subminase însuși sistemul sovietic.

### Moștenirea internă și alte moșteniri politice

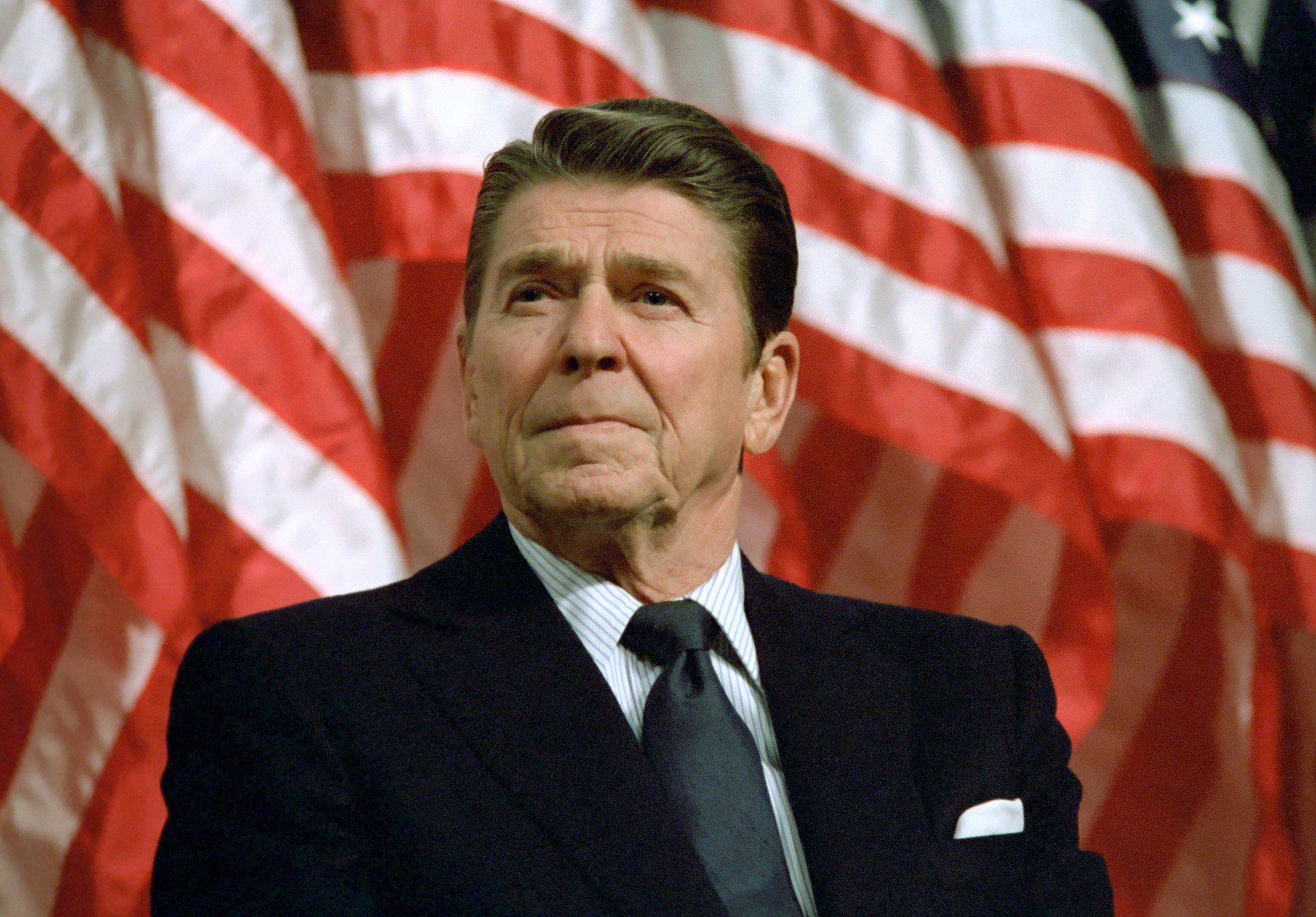
Reagan în Minnesota, 1982

Reagan a remodelat Partidul Republican, a condus mișcarea conservatoare modernă și a schimbat dinamica politică a Statelor Unite. Mai mulți oameni i-au votat pe republicani sub Reagan și Reagan a captat alegătorii religioși. Așa-numiții „Reagan Democrats⁠(d)” au fost un efect al președinției sale.
După părăsirea funcției, Reagan a devenit o influență emblematică în cadrul Partidului Republican. Politicile și convingerile sale au fost invocate frecvent de candidații prezidențiali republicani începând cu 1988. Republicanii nominalizați pentru a candida la președinție în 2008⁠(d) au făcut-o fără excepție, făcând legătura între el și ei în timpul primelor dezbateri și chiar i-au imitat strategiile de campanie. Candidatul republilcan John McCain zicea frecvent că a venit la post ca „un soldat pedestru în Revoluția Reagan”. Cea mai cunoscută afirmație a lui Reagan cu privire la diminuarea rolului guvernului a fost „Guvernul nu este soluția pentru problema noastră, guvernul este problema.”
Reagan a devenit o figură emblematică în Partidul Republican, lăudarea realizărilor sale devenind parte a retoricii standard a Partidului Republican, timp de un sfert de secol de la retragerea sa. Reporterul de la Washington Post Carlos Lozada notează cum în cursa prezidențială din 2016, principalii aspiranți republicani la candidatură au adoptat „cultul standard GOP Gipper”, inclusiv Donald Trump, care anterior era sceptic.
Perioada din istoria americană dominată de Reagan și de politicile sale legate de impozite, protecție socială, apărare, sistemul judecătoresc federal și Războiul Rece este cunoscută astăzi ca epoca Reagan⁠(d). Această perioadă conservatoare a avut un impact permanent asupra Statelor Unite în politica internă și externă. Admnistrația Bill Clinton este adesea tratată ca o extensie a epocii Reagan, la fel și administrația George W. Bush. Istoricul Eric Foner observă că candidatura lui Obama din 2008 „a strânit foarte multă gândire deziderativă în rândul celor care doreau o schimbare după aproape treizeci de ani de reaganism.”

### Imaginea politică și culturală
Potrivit editorialistului Chuck Raasch, „Reagan a transformat președinția americană în feluri în care puțini au fost capabili.” A redefinit agenda politică a timpurilor, susținând micșorarea impoztelor, o filosofie economică conservatoare și creșterea puterii armatei. Rolul său în Războiul Rece a intensificat mai mult imaginea sa ca un altfel de lider. Trăsături ale lui Regan, precum „stilul de nădejde, optimismul și conduita de om simplu” l-au ajutat de asemenea să facă din „instrucția guvernului o formă de artă”.
| Dată                 | Eveniment                             | Aprobare (%) | Dezaprobare (%) |
| -------------------- | ------------------------------------- | ------------ | --------------- |
| 30 martie 1981       | Împușcat de Hinckley                  | 73           | 19              |
| 22 ianuarie 1983     | Șomaj ridicat                         | 42           | 54              |
| 26 aprilie 1986      | Bombardarea Libiei                    | 70           | 26              |
| 26 februarie 1987    | Afacerea Iran–Contra                  | 44           | 51              |
| 27–29 decembrie 1988 | Aproape de sfârșitul ultimului mandat | 63           | 29              |
| N/A                  | Media pe carieră                      | 57           | 39              |
| 30 iulie 2001        | (Retrospectivă)                       | 64           | 27              |

Ca președinte în funcție, Reagan n-a avut cei mai mari indici de aprobare, dar popularitatea sa a crescut din 1989. Sondajele Gallup din 2001 și 2007 l-au clasat pe locul întâi, respectiv doi, la întrebarea „cine este cel mai mare președinte din istorie?”. Reagan a fost clasat pe locul trei între președinții postbelici la un sondaj al Rasmussen Reports⁠(d) din 2007, pe locul cinci la sondajul ABC 2000, pe locul nouă la alt sondaj al Rasmussen din 2009 și pe opt la un sondaj din 2008 al ziarului britanic The Times. Totuși, la un sondaj efectuat de Colegiul Siena⁠(d) în rândul a peste 200 de istorici, Reagan a fost clasat pe locul 16 din 42. În 2009, sondajul anual C-SPAN Survey of Presidential Leaders l-a clasat pe Reagan ca al 10-lea cel mai mare președinte. Examinarea făcută de istorici remarcabili l-a clasat pe Reagan drept numărul 11 în 2000.

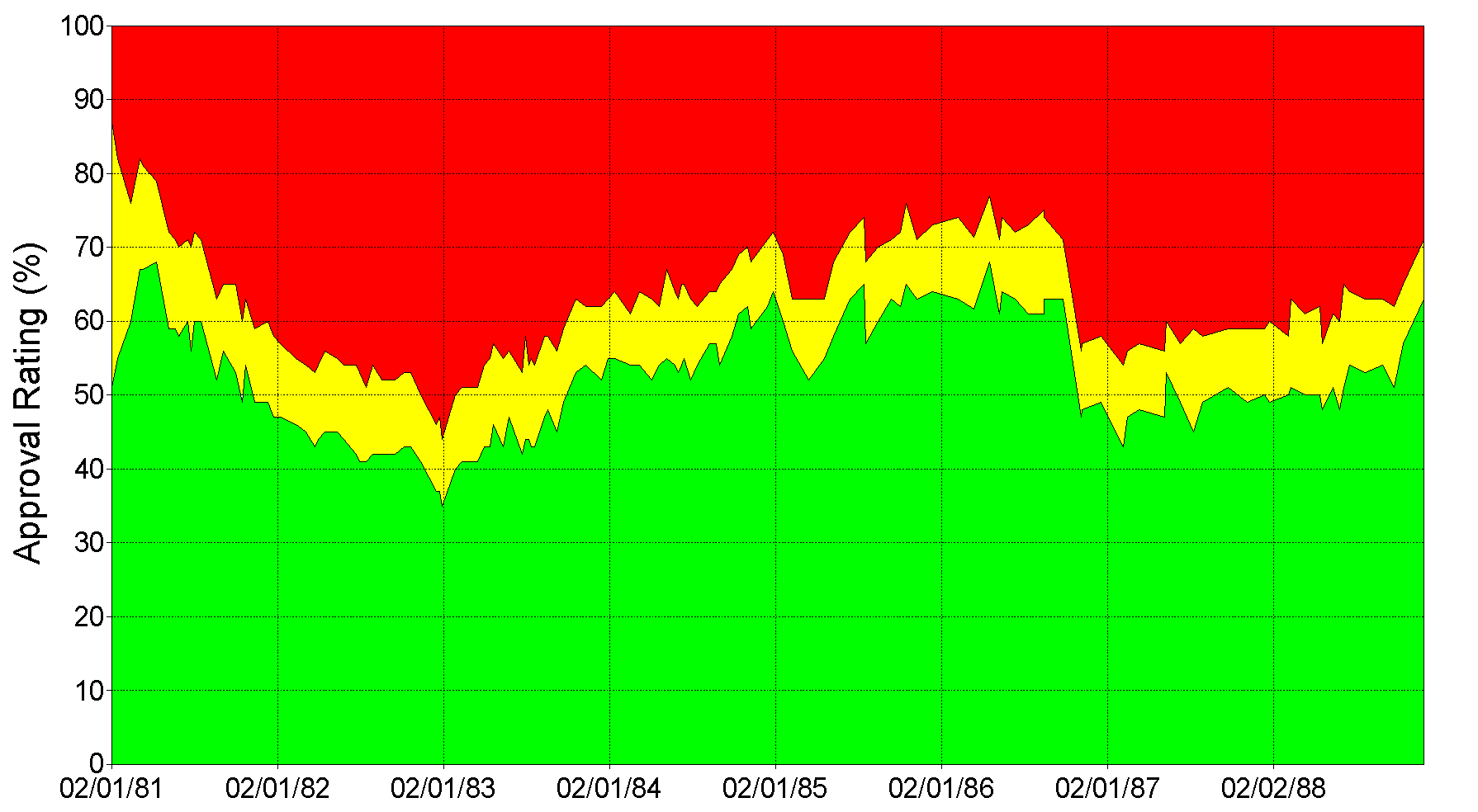
Indicii de aprobare ai președintelui Reagan (Gallup)

În 2011, Institute for the Study of the Americas⁠(d) a făcut primul studiu academic britanic de evaluare a președinților SUA. Acest sondaj al specialiștilor britanici în istoria și politica SUA l-a plasat pe Reagan pe locul opt în rândul celor mai mari președinți ai SUA.
Abilitatea lui Reagan de a fi în legătură cu americanii i-a adus numele de laudă „Marele Comunicator”. Despre asta, Reagan a spus: „am câștigat porecla de «marele comunicator». Dar niciodată nu m-am gândit că stilul meu a făcut vreo diferență —ci conținutul. N-am fost un mare comunicator, dar am comunicat lucruri mari.” Vârsta și vorbirea sa blândă i-au dat o imagine caldă de bunic.
Reacția publicului față de Reagan a fost mereu diversă; cel mai în vârstă președinte de până atunci a fost susținut de alegătorii tineri și a început o alianță ce i-a adus pe mulți în Partidul Republican. Reagan nu era popular în rândul minorităților, în special în rândul afro-americanii. Aceasta se datora în mare parte opoziției sale față de politicile de acțiune afirmativă. În orice caz, susținerea pe care i-a acordat-o Israelului în timpul președinției i-a adus susținere din partea multor evrei. A pus accent pe valorile familiei în timpul campaniilor și a mandatelor sale, cu toate că a fost primul președinte care a divorțat. Combinația dintre stilul lui Reagan de a vorbi, patriotismul netulburat, abilitățile de negociere, precum și utilizarea pricepută a mass media, au jucat un rol important în definirea anilor 1980 și a moștenirii lui viitoare.

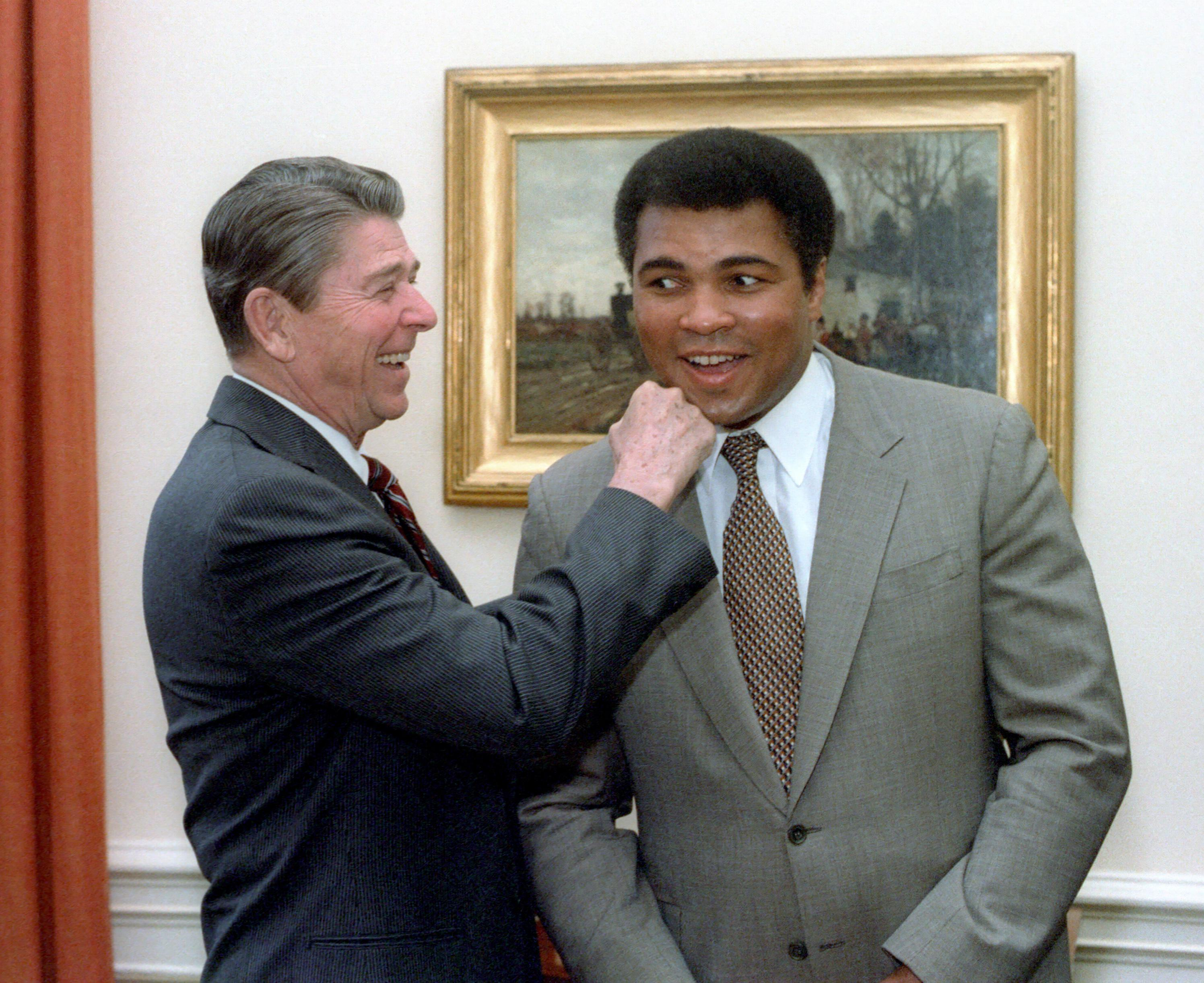
Președintele Reagan glumind cu Muhammad Ali în Biroul Oval, 1983

Reagan a fost cunoscut pentru faptul că glumea adesea de-a lungul întregii vieți; și-a afișat umorul și în timpul președinției fiind cunoscut pentru povestirile sale. Multe dintre glumele și remarcile sale ironice au fost etichetate drept „epigrame clasice” și „legendare”. Printre cele mai cunoscute glume se numără una legată de Războiul Rece. În timpul unui test de microfon efectuat pentru a se pregăti pentru cuvântarea sa radiofonică săptămânală în august 1984, Reagan a făcut următoarea glumă: „Camarazii mei americani, sunt bucuros să anunț astăzi că am semnat legislația ce va scoate Rusia în afara legii pentru totdeauna. Începem să o bombardăm în cinci minute.” Fost consilier David Gergen⁠(d) a comentat: „acel umor a fost ... ceea ce cred că i-a făcut pe oameni să-l îndrăgească pe Reagan.”
Reagan a fost un fan al Jelly Beans⁠(d). A început să îi placă atunci când a renunțat la fumatul de pipă. Avea adesea la îndemână cutii cu aceste bomboane populare pe care le consuma în timpul ședințelor cabinetului.

### Onoruri
Reagan a primit un număr de distincții în anii pre- și post-prezidențiali. După ce a fost ales președinte, Reagan a fost numit de membru de aur pe viață în Screen Actors Guild, a fost inclus în National Speakers Association⁠(d) Speaker Hall of Fame și a primit Premiul Sylvanus Thayer⁠(d) al Academiei Militare a Statelor Unite.
În 1981, Reagan a devenit laureat al Academiei Lincoln din Illinois⁠(d) și a fost premiat cu Ordinul Lincoln (cea mai mare distincție de stat) de guvernatorul Illinois-ului în domeniul guvernării. În 1983, a primit cea mai mare distincție a Asociației Cercetașilor din Japonia⁠(d), Premiul Fazanul de Aur⁠(d). În 1989, Reagan a fost numit Cavaler Onorific al Marii Cruci⁠(d) al Ordinului Bath, unul dintre cele mai mari ordine britanice (deși a primit distincția, fiind cetățean străin, n-a devenit cunoscut ca „Sir Ronald Reagan”); doar doi președinți ai SUA au primit această distincție după ce au obținut funcția, Reagan și George H. W. Bush.; Dwight D. Eisenhower l-a primit înainte să ajungă președinte, pe când era general, după al Doilea Război Mondial. Reagan a fost de asemenea numit membru onorific al Colegiului Keble, Oxford⁠(d). Japonia l-a premiat cu Marea Panglică a Ordinului Crizantemei în 1989; a fost cel de-al doilea președinte al SUA care a primit ordinul și primul care l-a primit din considerente personale (Dwight D. Eisenhower l-a primit ca o comemorare al relațiilor americano-japoneze).

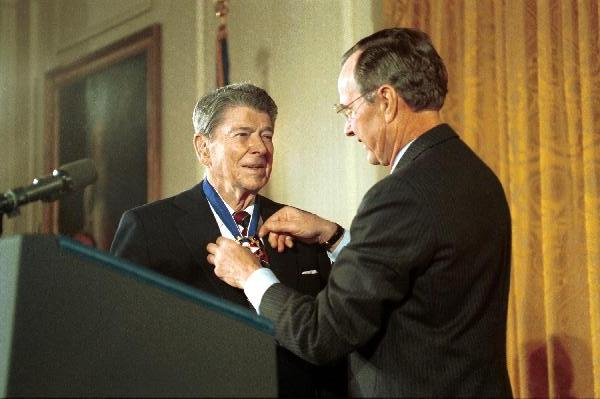
Fostul președinte Reagan se întoarce la Casa Albă pentru a primi din partea președintelui Bush, 1993

Pe 18 ianuarie 1993, Reagan a primit Medalia Prezidențială pentru Libertate⁠(d) (acordată cu distincție), cea mai importantă decorație a Statelor Unite, din partea președintelui George H. W. Bush, vice-președintele și succesorul său. Reagan a fost de asemenea premiat cu Medalia Senatorială Republicană pentru Libertate, cea mai importantă decorație dată de membrii republicani ai Senatului.
La a 87-a zi de naștere a lui Reagan, în 1998, Aeroportul Național Washington a fost redenumit Aeroportul Național Washington Ronald Reagan printr-o lege semnată de președintele Bill Clinton. În acel an, Centrul Comercial Ronald Reagan⁠(d) a fost inaugurat la Washington, D.C. A fost printre cei 18 incluși în rândul celor 18 cei mai admirați bărbați și femei după sondajul Gallup⁠(d) din secolul al XX-lea, potrivit unui sondaj ce a avut loc în SUA în 1999; doi ani mai târziu, USS Ronald Reagan⁠(en)[traduceți] a fost botezată astfel de Nancy Reagan și Marina SUA. Este una dintre puținele nave ale marinei botezate în cinstea unei persoane în viață și primul portavion denumit în cinstea unui fost președinte în viață.
În 1998, Fundația Memorială a Marinei SUA⁠(d) l-a premiat pe Reagan cu premiul Patrimoniul Naval pentru susținerea acordată Marinei SUA, atât în cariera în film, cât și în perioada cât a fost președinte.
Congresul a autorizat înființarea Casei Tinereții lui Ronald Reagan⁠(d) la Dixon, Illinois, în 2002, așteptând o decizie cu privire la achiziționarea federală a proprietății. Pe data de 16 mai a acelui an, Nancy Reagan a primit Medialia de Aur a Congresului⁠(d), cea mai mare distincție civilă dată de Congres, în numele președintelui și al ei însăși.
După moartea lui Reagan, the United States Postal Service a emis un timbru poștal comemorativ cu președintele Ronald Reagan în 2005. Mai târziu în același an, CNN, împreună cu editorii revistei Time, l-au numit „cea mai fascinantă persoană” a primilor 25 de ani ai rețelei de televiziune; Time l-a inclus de asemenea pe Reagan în rândul primilor 100 cei mai importanți oameni ai secolului al XX-lea. Discovery Channel i-a invitat pe telespectatori să voteze pentru Cel mai Mare American⁠(d) în iunie 2005; Reagan a fost pe primul loc, în fața lui Lincoln și a lui Martin Luther King Jr.
În 2006, Reagan a fost inclus în California Hall of Fame⁠(d), aflat în Muzeul Californiei⁠(d). Anual, din 2002, guvernatorii Californiei Gray Davis și Arnold Schwarzenegger au proclamat data de 6 februarie „Ziua Ronald Reagan” în statul Califonia, în cinstea celui mai faimos predecesor al lor. În 2010, Schwarzenegger a semnat proiectul de lege 944 al Senatului, autorul acestuia fiind senatorul George Runner⁠(d), prin care fiecare zi de 6 februarie a devenit Ziua Ronald Reagan⁠(d) în California.
În 2007, președintele polonez Lech Kaczyński i-a conferit postum lui Reagan cea mai înaltă distincție poloneză, Ordinul Vulturul Alb, spunând că Reagan a inspirat poporul polonez să lucreze pentru schimbare și l-a ajutat să dea jos regimul comunist represiv; Kaczyński a spus că aceasta „n-ar fi fost posibil dacă n-ar fi fost gândirea tare, hotărârea și simțul misiunii ale președintelui Ronald Reagan.” Reagan a sprijinit națiunea Poloniei în timpul președinției sale, susținând mișcarea anticomunistă Solidaritatea, alături de papa Ioan Paul al II-lea; Parcul Ronald Reagan⁠(d), parc public din Gdańsk, a fost numit în cinstea lui.
Pe 3 iunie 2009, Nancy Reagan a dezvelit o statuie a soțului ei în rotonda Capitoliului Statelor Unite⁠(d). Statuia reprezintă statul California în cadrul Salonului Național de Statui⁠(d). După moartea lui Reagan, ambele partide politice principale americane au fost de acord să monteze o statuie a lui Reagan în locul celei a lui Thomas Starr King⁠(d). Cu o zi înainte, președintele Obama a semnat Ronald Reagan Centennial Commission Act, înființând o comisie care să planifice activitățile care să marcheze centenarul ce se apropia de la nașterea lui Reagan.
De Ziua Independenței din 2011 s-a dezvelit o altă statuie a lui Reagan—de această dată la Londra, în apropierea Ambasadei SUA⁠(d) în Piața Grosvenor⁠(d). La dezvelire trebuia să asiste soția lui Reagan, Nancy, însă ea n-a putut fi prezentă, locul său fiind luat de fostul Secretar de Stat Condoleezza Rice, care a citit o declarație în numele ei; pe lângă absența fostei prime doamne, nici prietena președintelui Reagan, prim-ministru britanic în timpul președinției sale, baronesa Thatcher, nu a putut fi prezentă din cauza sănătății fragile.

## Galerie

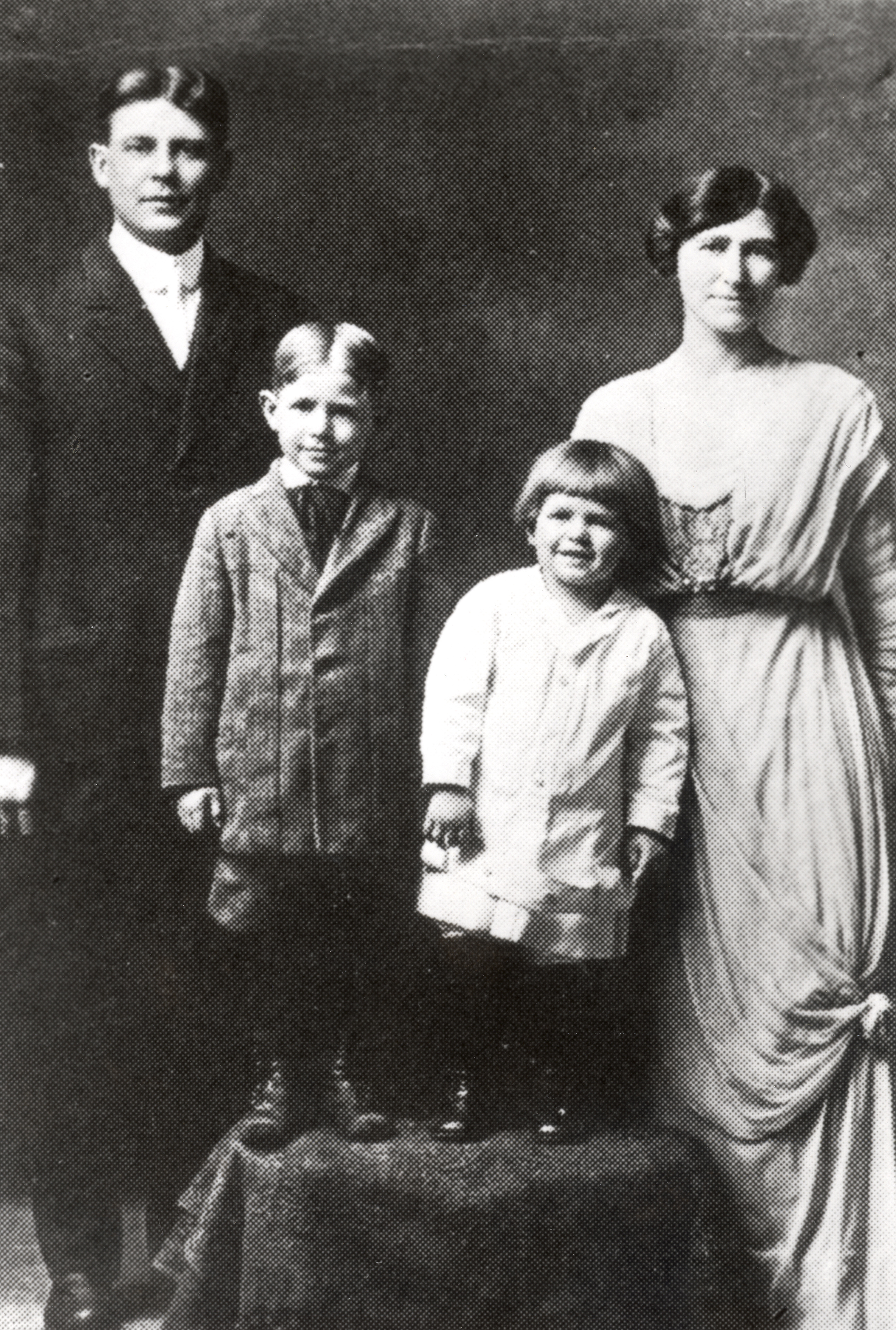
c. 1916–17. De la stânga la dreapta: Tatăl Jack, fratele mai mare Neil, Reagan (cu tunsoarea de „băiat olandez”) și mama Nelle
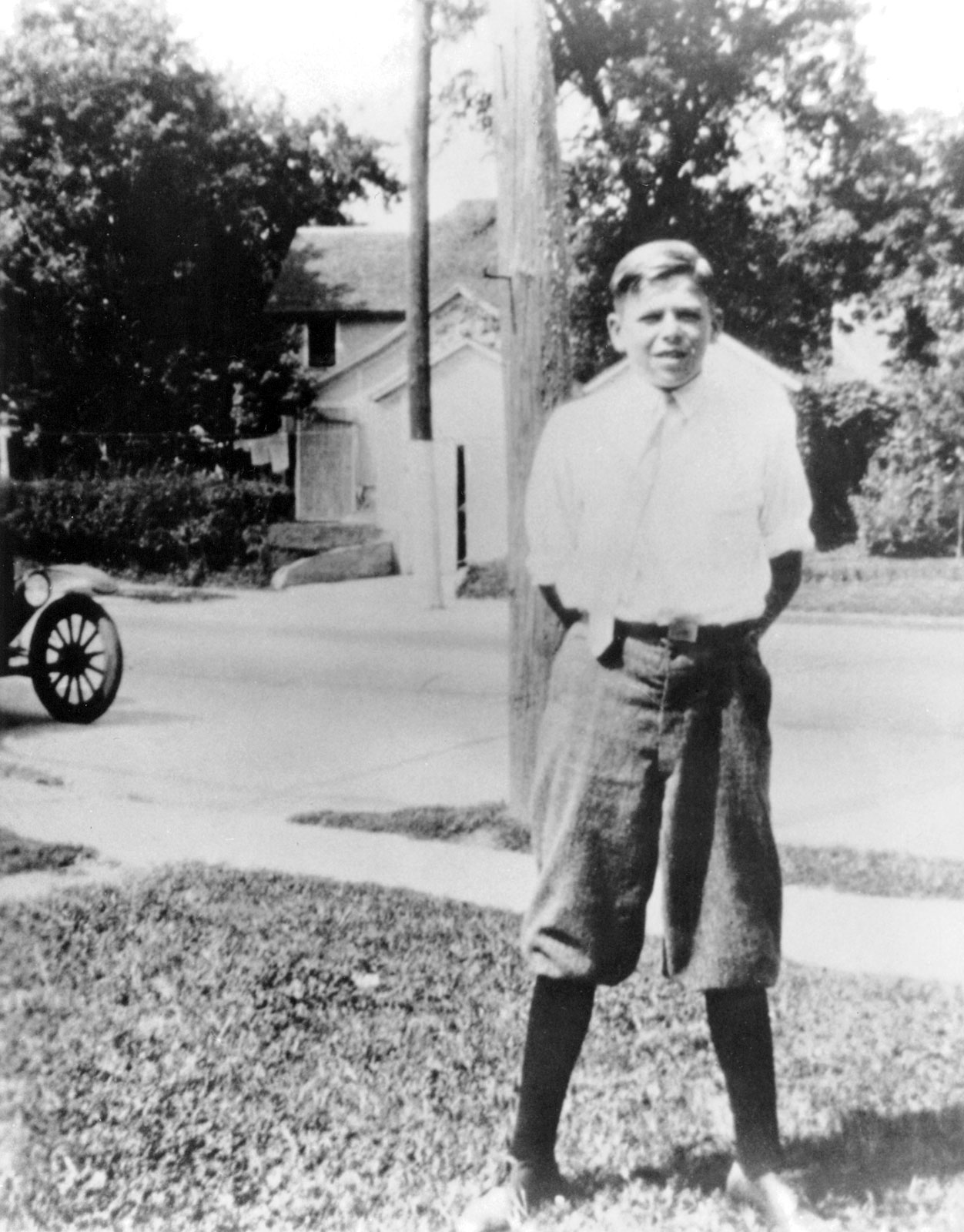
Anii 1920. Ca adolescent, la Dixon, Illinois⁠(d)
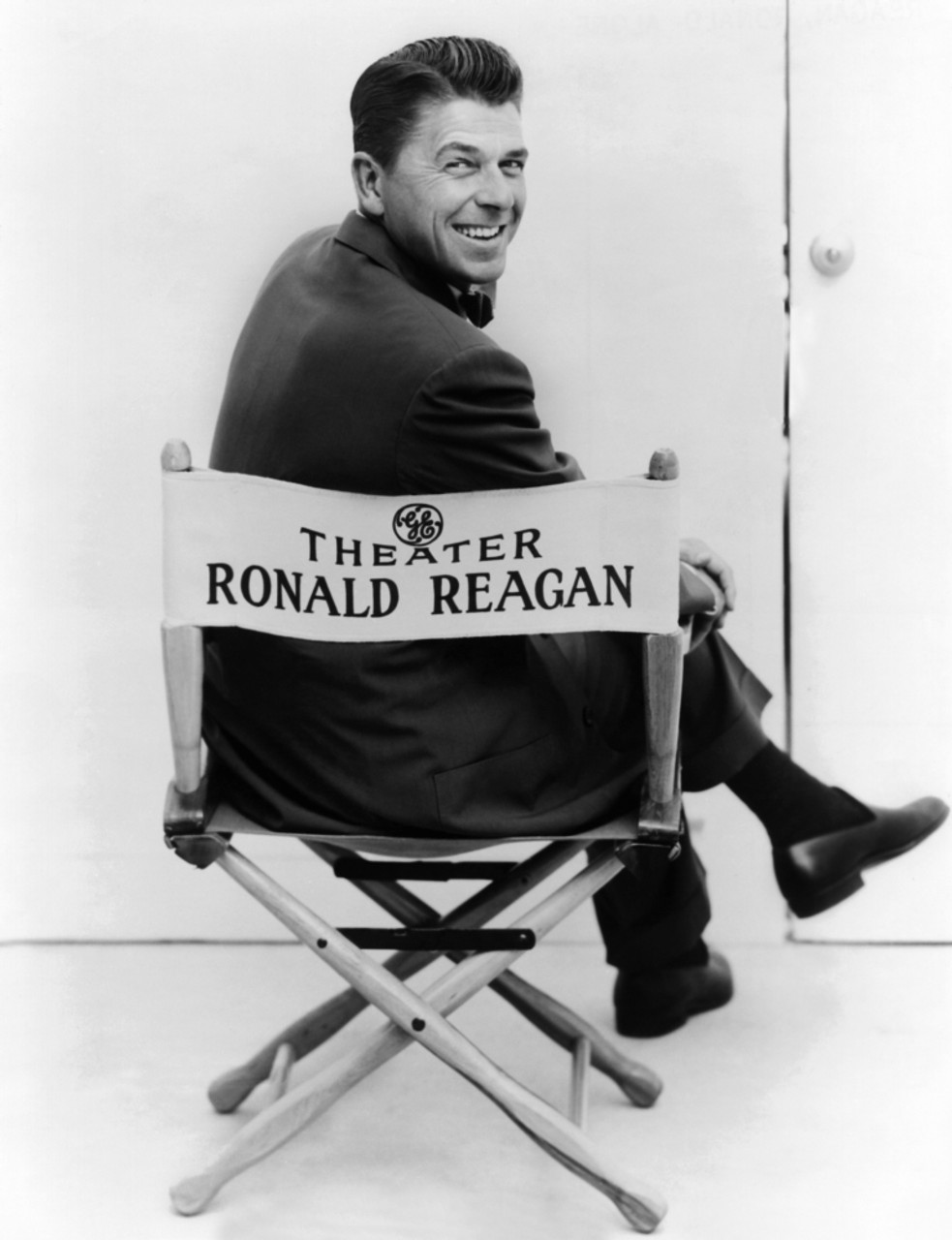
c. 1960. Găzduind General Electric Theater⁠(d)
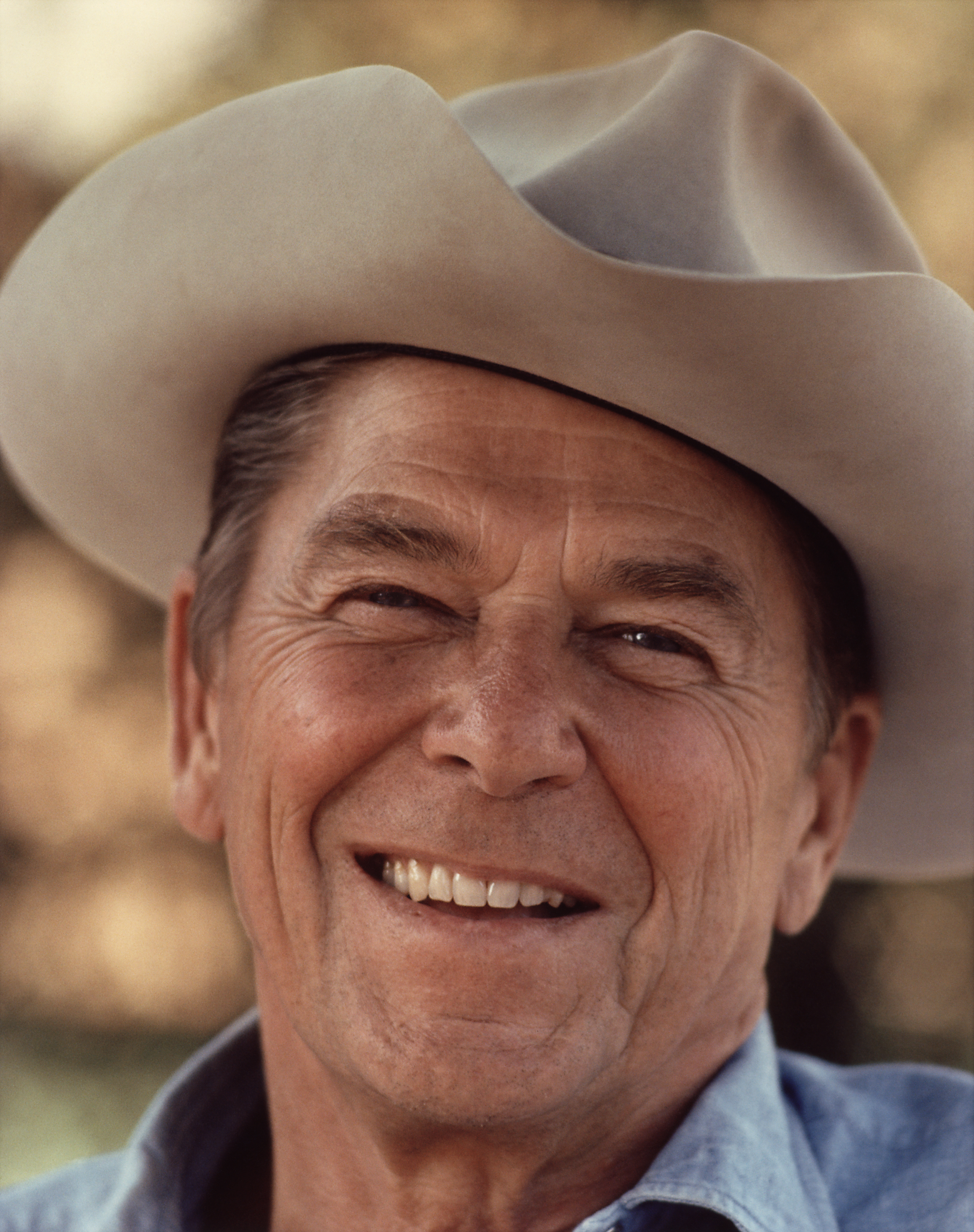
1976. La casa sa din Rancho del Cielo⁠(d)